# فهرست سوگیری‌های شناختی

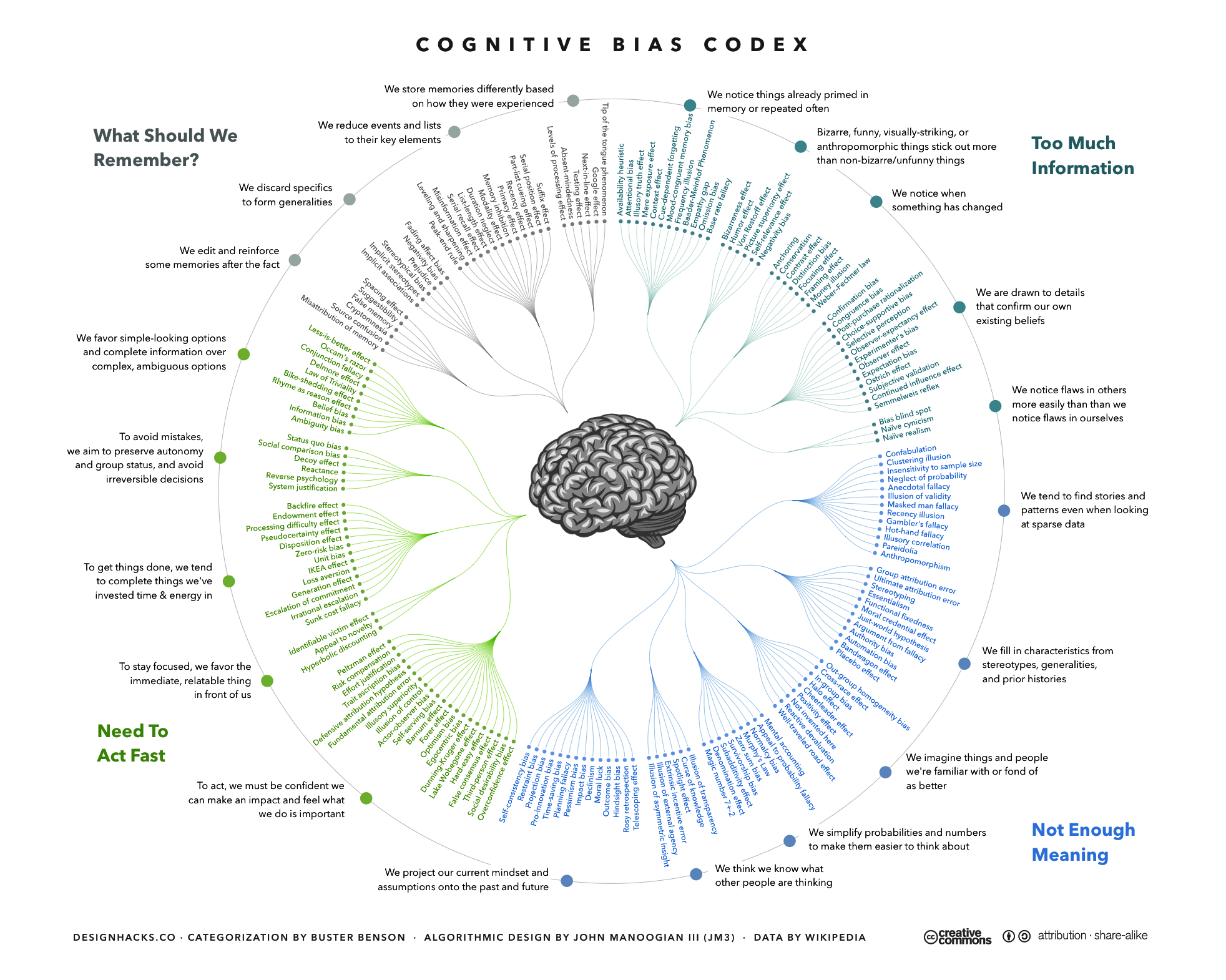
دلایل شکل‌گیری سوگیری‌های شناختی را می‌توان به چهار بخش تقسیم کرد: ۱- اطلاعات بیش از اندازه در جهان (ذهن ناچار است که مقدار زیادی از آن را فیلتر کند). ۲- عدم درک جهان (ذهن ناچار است تا با ساختن ارتباطات بین پدیده‌ها و سایر چیزها راهی برای درک این جهان پیچیده بیابد). ۳- نیاز به سریع عمل کردن ۴-محدودیت‌های حافظه.

سوگیری‌های شناختی، انحرافات و اشتباهات ذهن در هنگام قضاوتِ درست هستند. این سوگیری‌ها یا «اشتباهات ادراکی» اغلب در روان‌شناسی و اقتصاد رفتاری بررسی می‌شوند. به بیانی دیگر می‌توان گفت که هر گونه اشکال و اشتباه در تصمیم‌گیری، ارزیابی اطلاعات و به خاطر آوری که به شکل الگوی فکری درآمده باشد را «سوگیری شناختی» یا «سوگیری ادراکی» می‌گویند.
مطالعات «کارن وین» (Karen Wynn) و همکارانش در دانشگاه «ییل» بر کودکان یک، دو و سه ساله نشان داده‌است که کودک انسان از زمان تولد دارای «سوگیری درون گروهی» (ترجیح دادن و حمایت از کسانی که شبیه به ما هستند نسبت به سایرین) است. کودکان مورد مطالعه علاوه بر اینکه از آنهایی که شبیه به خودشان هستند حمایت می‌کردند نسبت به آنهایی که شبیه به خودشان نبودند بیزاری داشتند. مطالعات نشان می‌دهند که اشخاص از کودکی تمایل به تنبیه کسانی که شبیه آنها نیستند دارند. «وین» می‌گوید برای کودک از بدو تولد دو گروه ما و دیگران وجود دارد.
پروژه ایمپلیسیت (آزمون تداعی ضمنی) توسط آنتونی گرین‌والد از دانشگاه واشینگتن و مهزرین بانجی از دانشگاه هاروارد نشان می‌دهد که تمام انسانها گرفتار سوگیری هستند و چیزی به نام انسان بدون سوگیری وجود ندارد. بنابراین شناخت این خطاهای ادراکی، برای پرهیز از آنها ضروری به‌نظر می‌رسد.
آنگونه که رولف دوبلی می‌گوید: اگر بتوانیم «خطاهای بزرگ فکر و ذهن» را بشناسیم و از آنها در زندگی خصوصی، روابط اجتماعی و کار دوری کنیم، احتمالاً جهشی بزرگ به سمت موفقیت خواهیم داشت. برای چنین جهشی، نیاز نیست که زرنگ‌تر، بسیار پرکارتر یا مجهز به ایده‌های نو و ابزارهایی خاص باشید. همه چیزی که نیاز دارید دوری از خطاهای ذهن است، یعنی دوری از تفکر نادرست.

## خطاها و سوگیری‌های تصمیم‌سازی، اعتقادی، رفتاری
بسیاری از این سوگیری‌ها که در زیر فهرست شده‌اند، اعتقادات، تصمیم‌های اقتصادی و بازرگانی و رفتارهای اجتماعی انسان را تحت تأثیر قرار داده و منحرف می‌کنند.
| نام                                                                     | توضیح |
| ----------------------------------------------------------------------- | --- |
| الگوی ABC در رفتار ABC Model                                            | این الگو، که برگرفته از مدلِ رفتار‌درمانی شناختی‌ِ آلبرت الیس میباشد، بیان می‌کند که رویدادها و اتفاق‌ها باعث واکنش ما نمی‌شوند بلکه این برداشت ما از این رویدادها است که باعث واکنش ما می‌شود. در تعریفی دیگر می‌توان گفت احساسات، رفتارها و اعمال ما، نتیجه واکنش مستقیم و بی‌واسطهٔ ما به رویدادهای زندگی نیستند بلکه در واقع نتیجه فهم و ارزیابی شخصی ما از رویدادها هستند. (Activation (A)—> Beliefs (B)—> Consequences (C رویداد—> باور و برداشت‌—> واکنش نبرد هالیس که به نبرد خورشیدگرفتگی نیز شهرت دارد. نبردی بود میان مادها و حکومت لیدیه به تاریخ ۲۸ مه سال ۵۸۵ پیش از میلاد در کنار رودخانه هالیس و به علت بروز خورشید گرفتگی جنگ در میانه کارزار متوقف شد و دو طرف صلح کردند. رویداد (A): خورشید گرفتگی برداشت (B): خشم خدایان از جنگ واکنش (C): صلح (در واقع صلح، واکنشِ دو طرفِ درگیرِ جنگ، به برداشت آنها از واقعیت بوده و نه خود واقعیت) الگوی ABC در رفتار را در سایر موجودات نیز می‌توان دید جوجه‌های مرغ دریایی به محض تولد به منقار والدین خود نوک می‌زنند و طلب غذا می‌کنند. منقار والدین آنها زرد رنگ با لکه‌ای قرمز در زیر آن است. در آزمایش‌های انجام شده که نخستین بار توسط نیکلاس تینبرگن انجام شد، مشخص شد که چنانچه به جای منقار مادر یک چوب با لکه‌ای قرمز به جوجه‌ها نشان داده شود آنها واکنش نشان داده و برای گرفتن غذا به آن نوک می‍زنند. در این مورد نیز رویداد (A) نزدیک کردن چوب با نواری قرمز بر روی آن است، برداشت (B)، تصور جوجه‌ها از منقار مادر و غذا است و واکنش (C)، نوک زدن به چوب برای گرفتن غذا است. شاید در رویدادهای طبیعی برداشت ما از رویدادها با واقعیت رویدادها یکسان باشد، اما در مناسبات اجتماعی ما همواره ناگزیر به برداشت شخصی هستیم. وقتی سخنی می‌شنویم منظور گوینده چیست؟ وقتی از کسی رفتاری می‌بینیم قصد او از این رفتار چیست؟ و ما به ناچار به برداشتی که از آن گفتار و رفتار داریم واکنش نشان می‌دهیم. برخی‌ از مکاتب و ادیان نیز در گذشته به این نکته اشاره کرده ا‌ند، به عنوان نمونه، مارک اورل، فیلسوفِ رواقی در کتاب تأملات خود آورده: "احساس نکن (B) که آسیب دیده‌ای. در این صورت آسیب [یا آن رویدادی (A) که از نظر تو آسیب است] از میان خواهد رفت." و یا "آنچه در ذهن دیگران می‌گذرد (A) نمیتواند به تو آسیب رساند؛ تغییر و تحولاتِ قالبِ جسمانی ات (A) هم به تو زیانی نمیرساند. پس از چه چیزی زیان میبینی‌ [که بستگی به واکنشِ تو به آن زیان دارد (C)]؟ از آن بخش از وجودت که ضرر و زیان را ارزشیابی می‌کند (B)." این مدل رفتاری به خوبی نشان می‌دهد که ما انسان‌ها در مناسبات اجتماعی تا چه اندازه دچار سوءتفاهم یا سوء برداشت هستیم. در زندگی روزمره، ما همواره و به ناچار نسبت به آنچه از اعمال، صحبت‌ها و رفتارهای دیگران برداشت می‌کنیم واکنش نشان می‌دهیم و البته در بسیاری از موارد درک ما از رفتار، گفتار و اعمال دیگران نادرست یا ناقص است: "صبحگاهان که از خواب برمیخیزی، با خود بگو: اِمروز با فضولی، ناسپاسی، گستاخی، بیوفایی، سوءنیت، و خودخواهی‌ روبرو خواهم شد (A) [...] هیچ‌یک از این چیزها نمیتوانند به من آسیب رسانند، زیرا کسی‌ نمیتواند مرا در زشتی و تباهی شریک و سهیم سازد(B). من هم نمیتوانم [به آن شخص] غضب کنم یا از او متنفر باشم (C). " |
| سوگیری احساسی Affect heuristic                                          | قضاوت احساسی یا قضاوت و تصمیم‌گیری بر مبنای احساس روشی سریع برای تصمیم‌گیری و حل مشکل است که در آن به جای صرف وقت و اتکا به شواهد و مدارک، به سرعت بر مبنای احساساتی مانند علاقه، تنفر، ترس و ... تصمیم‌گیری می‌شود. این روش نوعی میانبر ذهنی (mental shortcut) است که به اشخاص اجازه میدهد به سرعت تصمیم‌گیری کنند. تصور کنید که قصد تعمیر خودروی خود را دارید و به طور اتفاقی آن را به تعمیرگاهی ناآشنا در مسیر می‌برید. چنانچه مکانیک در چند جمله شخصی گرم و با محبت به نظر برسد ناخواسته از روی احساس مثبت به درستکاری و صداقت او اطمینان می‌کنید. چنین تصمیماتی می‌توانند نتایجی کاملا اشتباه داشته باشند. به عبارتی دیگر «سوگیری احساسی» یعنی اتکا به احساس در لحظه برای تصمیم‌گیری سریع. |
| فرضِ عامل هوشمند Agent detection                                         | تمایل ذاتی در انسان‌ها برای در نظر گرفتن دخالت عاملی هوشمند یا صاحب ادراک برای وقوع رویدادها یا موقعیت‌های که در برابر آنها قرار دارد یا از آن آگاه هستند. باور بر این است که این تمایل ذاتی در مسیر تکامل انسان به تدریج پدیدار شده و راهکاری مناسب برای بقا و زنده ماندن است. برای مثال، اگر اجداد ما با ردی روی زمین مواجه می‌شدند که کمی شبیه به جای پای یک شیر بود، به سود آنها بود که احتیاط کنند و چنین فرض بگیرد که واقعاً شیری در آن نزدیکی حضور دارد. در مسیر تکامل چنانچه اجداد ما «عامل هوشمند» را تشخیص نمی‌دادند خطرات بزرگی آنها را تهدید می‌کرد و چنانچه اشتباه تشخیص می‌دادند هزینه کمی برای آنها داشت، از این رو محققان پیشنهاد داده‌اند که انسان‌ها یک «بخش بیش‌فعّال فرض عامل هوشمند» دارند، یک بخش شناختی که به‌سرعت رویدادهای محیط را به دخالت عوامل زنده نسبت می‌دهد. بعضی از دانشمندان بر این باور هستند که یکی از دلایل اعتقاد به وجود خدا می‌تواند این تمایل ذاتی یعنی «فرض عامل هوشمند» باشد. |
| اثر ابهام Ambiguity effect                                              | تمایل برای پرهیز از انتخاب گزینه‌هایی که در آن‌ها نبود اطلاعات باعث می‌شوند احتمال «نامعلوم» به نظر برسد. به بیان دیگر ترجیح انتخاب یک گزینه بد با احتمال مشخص و معلوم، نسبت به یک گزینه خوب با احتمال ناشناخته و مجهول. تصور کنید که از کار، مزد و محل کار خود ناراضی هستید. پیشنهاد کاری به شما می‌شود اما شما اطلاعات درستی دربارهٔ آن ندارید و شرایط کار جدید تا حدی مبهم است. در چنین مواردی بسیاری ترجیح می‌دهند که علی‌رغم شرایط بد فعلی در شغل خود بمانند تا اینکه آن را با فرصتی جدید عوض کنند. در واقع آنها انتخاب بد را بهتر از انتخاب نامعلوم می‌دانند. یک مثال: دو جعبه داریم که در هر کدام صد تیله است، در جعبه اول پنجاه تیله مشکی و پنجاه تیله سفید. در جعبه دوم هم ۱۰۰ تیله که نمی‌دانید چند تا مشکی و چند تا سفید است. اگر بدون نگاه کردن، از یکی از جعبه‌ها یک تیله در بیاورید و مشکی باشد صد دلار برنده می‌شوید. کدام جعبه را انتخاب می‌کنید؟ اغلب مردم جعبه اول را انتخاب می‌کنند. حالا برای دومین بار می‌توانید انتخاب کنید، ولی این بار اگر تیله سفید باشد صد دلار برنده می‌شوید. حالا کدام جعبه را انتخاب می‌کنید. اغلب افراد دوباره جعبه اول را انتخاب می‌کنند. اما انتخاب دوم کاملاً غیر منطقی است. چرا که در انتخاب اول شما فرض کردید که جعبه دوم تیله سفید بیشتری دارد! علت خطا این است که وضعیت جعبه دوم کاملاً مبهم است و ما به‌طور غریزی از گزینه مبهم دوری می‌کنیم. تمایل ذاتی برای دوری از «عدم قطعیت» که «پارادکس السبرگ» نام دارد. |
| لنگر انداختن Anchoring                                                  | تمایل انسان به ملاک قرار دادن اولین اطلاعات دریافت شده و سنجش و ارزیابی اطلاعات بعدی با آن. (معمولاً اولین بخش از اطلاعات ملاکی می‌شوند برای ارزیابی موضوع و ذهن روی آنها گیر می‌کند). برای مثال تصور کنید وارد یک پاساژ شده و اولین مغازه چند تی‌شرت را به قیمت ۲۰۰ هزار تومان پشت ویترین گذاشته‌است. از کنار مغازه رد شده و چند مغازه بعد، همان تی‌شرت‌ها را به قیمت ۱۵۰ هزار می‌بینید. احتمالاً بلافاصله قضاوت می‌کنید که این فروشگاه ارزان فروش است. فروشگاه اول ملاک شما برای سنجش قیمت تی‌شرت شده‌است. حالا تصور کنید به هنگام ورود به پاساژ همان مغازه اولی قیمت تی‌شرت‌ها را ۱۰۰ هزار گذاشته بود، حالا این بار با دیدن قیمت ۱۵۰ هزار تومانی تی‌شرت‌ها در مغازهٔ دوم با خود خواهید گفت این فروشگاه گران‌فروش است! باید توجه داشت که اطلاعات زمانی قابل اتکا و ملاک سنجش هستند که از صحت آنها اطمینان داشته باشیم. صرف اینکه اطلاعاتی نخست به رویت ما برسند نباید ملاک سنجش ما قرار گیرند. چرا که در این صورت دچار خطای لنگر انداختن می‌شویم. حتی چیزهای کاملاً بی ارتباط به یک موضوع می‌توانند خطای لنگر ایجاد کنند. در آزمایشی که برای نشان دادن خطای لنگر در دادگاه‌ها برای تعدادی از قضات در آلمان طراحی شده بود مشخص شد که چنانچه قاضی در لحظه تعیین مجازات (مثلاً مجازات حبس برای دزدی از فروشگاه) عددی را تصادفاً ببیند، آن عدد قضاوت او را تحت تأثیر قرار خواهد داد. در این آزمایش قاضی‌هایی که عدد ۹ را می‌دیدند برای یک مجرم حدود ۸ ماه زندان تعیین می‌کردند درحالی‌که قضاتی که عدد ۳ را را دیدند حدود ۵ ماه برای همان جرم و مجرم زندانی در نظر گرفتند.نتایج این آزمایش در مقاله‌ای با عنوان «تأثیر لنگر تصادفی بر تصمیم‌گیری قضات» منتشر شده‌است. باید توجه داشته باشید که ذهن انسان ناچار به لنگر انداختن است برای مثال اگر پرسیده شود صدام حسین چه سالی متولد شده‌است، چگونه باید پاسخ داد؟ خوب در زمان حمله عراق به ایران به سال ۱۳۵۹ صدام حسین فردی میانسال بوده حدود ۴۰ ساله پس احتمالاً سال ۱۳۱۹ متولد شده‌است که به عدد درست نزدیک است. اما متأسفانه ذهن حتی زمانی که نیازی به لنگر نیست یا به درستی لنگر اطمینانی نیست ناخودآگاه از آن استفاده می‌کند. |
| انسان‌انگاری Anthropomorphism                                            | تعبیر انسان‌گونه از هر گونه مفهوم یا چیزی است که لزوماً خصلت یا شکل انسانی نداشته باشد. به بیان دیگر، نسبت دادن ویژگی‌های انسانی به چیزهای غیرانسانی مانند اشباح و خدایان و جانداران و طبیعت و اشیا. برای مثال نسبت دادن صفاتی مانند بخشش، توانایی، بزرگواری، عدالت و حتی حیله‌گری به پروردگار. |
| سوگیری توجه Attentional bias                                            | سوگیری توجه به این واقعیت اشاره دارد که چگونه در هنگام ارزیابی و بررسی یک موضوع ادراک یک شخص به دلیل توجه ناخودآگاه او به فاکتورهایی خاص و نادیده گرفتن سایر فاکتورها تحت تأثیر قرار گرفته و منحرف شود. سوگیری توجه می‌تواند توضیحی باشد برای ناتوانی افراد در یافتن راهکارها و روش‌های متفاوت و مختلف وقتی که در حال بررسی موضوعی هستند چراکه ذهن آنها صرفاً به محرک‌ها، نشانه‌ها و ملاک‌های خاصی توجه دارد. در تعریفی دیگر می‌توان گفت تمایل به توجه و تمرکز به بعضی محرک‌ها، نشانه‌ها و ملاک‌ها درحالی‌که بقیهٔ چیزها همزمان نادیده گرفته می‌شوند. این سوگیری نه تنها برداشت ما را از جهان و پیرامون‌مان تحت تأثیر قرار می‌دهد بلکه ارزیابی ذهنی ما را هم تحت تأثیر قرار می‌دهد. اشخاص گرفتار این سوگیری مستعد ابتلا به بیماری وسواس، اعتیاد و افسردگی هستند. یک نمونهٔ رایجِ این پدیده، پرسش «آیا نیمهٔ لیوان پر یا خالی است؟» می‌باشد. در چنین موقعیتی، تصور اینکه آن چیز خوب یا بد است، می‌تواند به‌ترتیب خوش‌بینی یا بدبینی نامیده شود.برای مثال کسانی که تنها جنبه‌های منفی و ناراحت‌کننده چیزها را می‌بینند دچار سوگیری توجه هستند و مستعد بیماری اضطراب و افسردگی. در مقابل اگر خوشبینیِ زیاد با ارزیابی درست موقعیت یا مسئلهٔ پیش آمده همراه نباشد، ما را از واقعیت‌های زندگی دور خواهد کرد و میتواند منجر به «شیدایی» (Mania) شود. این نوع از سوگیری می‌تواند بر سیستم حافظه هم اثر مخرب بگذارد. اشخاص در هنگام به خاطر سپاری و به یادآوری وقایع، فقط به جنبه‌های خاصی، یا منفی‌ یا مثبت، توجه می‌کنند که این مسبب به یادآوری خاطرات به صورت غلط و ناکامل خواهد بود. |
| سوگیری خودکارسازی Automation bias                                       | به تمایل بیش از اندازهٔ افراد به واگذاری تصمیمات خود به سامانه‌های خودکار گفته می‌شود. این نوع سوگیری می‌تواند گاه به بی‌دقتی در نظارت و تصمیم‌گیری منجر شود. این سوگیری ممکن است در برخورد با هر زمینه‌ای، مانند کنترل یک نیروگاه هسته‌ای، خلبان خودکار، یا حتی یک غلط‌یاب رایانه‌ای دیده شود. این امر میتواند در عصرِ حاضر و با روی کار آمدن هوش مصنوعی و استفاده از آن در بسیاری از امور روزمره توسعه پیدا کند. برخی‌ از منتقدانِ محصولات فناوری و صنعت کامپیوترها بر این باورند که راحتیِ کار با کامپیوترها باعث می‌شود که مردم کارهایشان را به راحتی به یک نرم‌افزار واگذار کنند، توانایی‌هایشان در معرض فراموشی قرار گیرند و نتیجه چیزی جز تنبلی افراد نخواهد بود. |
| خطای تمرکز و اعتماد بر اطلاعات در دسترس Availability Bias               | خطای تمرکز و اعتماد بر اطلاعات در دسترس یا راه حل دم دست یعنی بسنده کردن به مثال‌ها و دلایلی که به سرعت به ذهن شخص می‌رسند در جهت ارزیابی یک موضوع. به عبارات دیگر اگر شخصی احتمال وقوع یک رویداد یا فراوانی وقوع آن را بر مبنای مثال‌هایی که به ذهنش می‌رسد بسنجد دچار «خطای تمرکز بر اطلاعات در دسترس» می‌شود. باید به خاطر داشته باشید آنچه به ذهن شما می‌رسد معیاری مناسبی برای سنجش احتمال وقوع رویدادها یا فراوانی آنها نیست. عموماً آنچه بلافاصله به ذهن ما می‌رسد معیار ما برای تصمیم‌گیری است. البته این امر یک میانبر ذهنی است که به سرعت عمل ما اضافه می‌کند اما گاهی نتایج غلطی به همراه دارد. در یکی از اولین آزمایش‌ها، آموس تورسکی و دنیل کانمن از داوطلبان خواستند تا حدس بزنند آیا در زبان انگلیسی کلماتی که با حرف K شروع می‌شوند بیشترند یا آنهایی که حرف سوم آنها K است. همان‌طور که پیش‌بینی می‌شد چون کلماتی که با K شروع می‌شوند به راحتی به ذهن می‌رسند پاسخ شرکت کنندگان گزینه اول بود. این درحالیست که تعداد کلماتی که حرف سوم آنها K است دوبرابر بیشتر است. خطای تمرکز بر اطلاعات در دسترس نتیجه تفکر سریع است. شما می‌خواهید فراوانی یا احتمال وقوع را محاسبه کنید تا بر اساس آن تصمیمی بگیرید، اما در عوض مثال‌هایی را که به سهولت به ذهنتان می‌رسد ملاک محاسبه قرار می‌دهید. یا شاید این بازی را بشناسید که در آن پرسیده میشود: "بدون فکر کردن نامِ یک رنگ، یک ابزار، یک سازِ موسیقی‌ و یک تکه اثاث منزل را نام ببرید." خیلی‌ از مردم بلافاصله اینگونه پاسخ میدهند: "قرمز، چکش، ویولون و صندلی‌." با اینکه جواب‌های بسیار متنوعی میتوان به آنها داد اما اینها جواب‌هایی هستند که دمِ دستند و به سرعت به ذهنمان میرسند. ما معمولاً قضاوت‌ها و برداشت‌هایمان را براساس اطلاعات موجود انجام می‌دهیم (اغلب بدون توجه به مقدار و کیفیت اطلاعات) و وقت چندانی را صرف اینکه چه اطلاعات مهمی موجود نیست نمی‌کنیم. تمرکز بر اطلاعات موجود باعث نتیجه‌گیری سریع یا سوگیری پریدن به نتیجه خواهد شد. بارزترین نمونه را می‌توان زمانی دانست که برای نخستین بار کسی را ملاقات می‌کنیم و در چند ثانیه بر اساس اطلاعاتی موجود و محدود مانند شکل‌ظاهر، نحوه گفتار، نوع راه‌رفتن و غیره قضاوت‌های نسبتاً قطعی دربارهٔ شخصیت او می‌کنیم. در هنگام تصمیم‌گیری اطلاعات بیشماری در دسترس نیستند که چنانچه در دسترس باشند ممکن است تصمیمات و قضاوت‌های ما را کاملاً تغییر دهند. |
| خطای نرخ پایه (غفلت از نرخ پایه) Base rate fallacy                      | به بیان بسیار ساده و مختصر: غفلت از نرخ پایه یعنی اعتماد و پذیرش موارد خاص و نادیده گرفتن آمار و اطلاعات. برای مثال درحالی‌که آمار و بررسی‌های متعدد نشان دهنده خطرات مرگبار اعتیاد به سیگار است گاهی می‌شنویم که فردی بیان می‌کند که: "من کسی را می‌شناسم که ده‌ها سال است سیگار می‌کشد و هیچ مشکلی ندارد." در این حالت شخص تمامی آمارها و داده‌ها را نادیده گرفته و به موارد خاصی که می‌شناسد اعتماد می‌کند. به نظر می‌رسد که مغز انسان توجه و اعتبار بیشتری برای اظهار نظرهای شخصی و اطلاعاتی فردی قائل است تا مطالعات آماری. بنا بر کتاب تفکر، سریع و آهسته نوشته دانیل کانمن در هنگام بررسی یک موضوع اگر دربارهٔ موضع گزارش‌های شخصی و اطلاعات آماری هر دو موجود باشند. به اطلاعات آماری و نرخ پایه معمولاً کمتر توجه می‌شود یا کاملاً نادیده گرفته می‌شوند. |
| سوگیری اعتقادی (اعتقاد گرایی) Belief bias                               | تمایلی است ذهنی که در آن فرد هر استدلال را با توجه به باورپذیری نتایجش قضاوت می‌کند، به جای اینکه قدرت استدلال را بررسی کند. به بیان دیگر اعتقادگرایی باعث می‌شود فرد در ارزیابی و پذیرش استدلال‌ها فقط به این نکته توجه کند که نتایج هر استدلال چقدر با باورها و اعتقادات شخصی وی همخوانی دارد. معنای این پدیده این است که افراد اغلب استدلالی را می‌پذیرند که با باورهای‌شان سازگار است بی‌آنکه حتی منطقی بودن دلایل را در نظر بگیرند. در این حالت فرد تمایل دارد استدلالی را حتی اگر منطقی و عقلانی باشد، در صورتی که خارج از نظام اعتقادی او باشد، رد کند. الکساندر لوریا در سال ۱۹۷۶ پژوهشی را در میان کشاورزان بی‌سواد آسیای مرکزی انجام داد تا قدرت استدلال‌ آنان را بسنجد. او در مصاحبه‌ با آنان از ساختارهای قیاسیِ این چنینی استفاده می‌کرد: "در کشور آلمان شتر وجود ندارد(پیش‌گزارهٔ اول). و شهر الف در آلمان واقع است(پیش‌گزارهٔ دوم). و بر اساسِ این دو قضیه، پرسش درباره نتیجه این دو پیش‌گزاره را مطرح کرد که آیا در شهر الف شتر وجود دارد(گزاره)؟" پاسخ‌هایی که گرفت شبیه این جملات بودند: "نمی‌دانم، من آلمان نرفته‌ام"، "اگر شهر بزرگ است ممکن است شتر پیدا شود." وی مصاحبه را با طرح جملاتی نظیر "اگر هیچ شتری در کل آلمان نباشد چطور؟" ادامه می‌داد. پاسخ‌‌ها دوباره شبیه همان پاسخ‌های پیشین بود یا چیزی شبیه به این که "اگر شهر الف کوچک است ممکن است جایی برای شترها نباشد." لوریا از این تحقیق مفصل نتیجه گرفت که اعتقادگرایی اجازه نمی‌دهد افراد منطقی فکر کنند زیرا فقط به نتایج استدلال تکیه می‌کنند و وقتی نتایج خارج از باورهایشان است، کل استدلال را نادیده می‌گیرند. «سوگیری اعتقادی» بسیار در بین مردم رایج است و برای همین خطای مهمی در سیستم ذهن است. ما به راحتی توسط باورهایمان کور می‌شویم و به نتایج نادرستی می‌رسیم. «سوگیری اعتقادی» فرایند استدلالی ذهن را تحت تأثیر مخرب خود قرار می‌دهد. |
| ثابت ماندن باور و پس زنی Belief perseverance & backfire effect          | «ثابت ماندن باور» یا «پافشاری بر عقیده» تمایلی ذاتی در انسان است برای حفظ آنچه باور دارد حتی پس از اینکه با شواهدی جدید روبرو شود که برخلاف آن باور باشد. شکل بیمار گونهٔ آن «اثر معکوس» یا «پس زنی» نام دارد. در این حالت اگر اشخاص با شواهدی روبرو شوند که برخلاف باورهای‌شان است، دربارهٔ درستی باورهایشان مصمم‌تر نیز می‌شوند. در بحث و گفتگو این سوگیری باعث «مغلطه حفظ پیش فرض» می‌شود که عبارت است از بی‌توجهی به شواهدِ خلاف و اصرار بر مدعا. در یک آزمایشِ روانشناختی فستینگر، ریکن و شاختر زمانی‌ را با فرقه‌ای سپری کردند که اعضای آن معتقد بودند که دنیا در ۲۱م دسامبر ۱۹۵۴ به آخر خواهد رسید. وقتی‌ که این پیشگویی اشتباه از آب درآمد، اعضای این فرقه بیشتر از پیش بر عقیده خود مصمم ماندند. |
| اثر ارابه موسیقی (اثر واگُنی) یا همرنگ شدن Bandwagon Effect              | تمایل ناخودآگاه به هم رای شدن، هم فکر شدن و هم سو شدن با سایرین. به بیان ساده بالا رفتن احتمال پذیرفتن آن چیزهایی که اغلب مردم پذیرفته‌اند. ازاین پدیده با نام‌های دیگری مانند تأیید اجتماعی، رفتار گله‌ای، فشار جامعه و تفکر گروهی نیز نام برده می‌شود. پل لازارسفلد جامعه‌شناس اتریشی - آمریکایی و مؤسس دفتر پژوهش‌های اجتماعی کاربردی دانشگاه کلمبیا یافته‌های پژوهشی خود در مورد "رأی‌گیری" را در نوامبر ۱۹۴۰ با عنوان «انتخاب مردم» منتشر کرد، کتابی که تأثیر بسیاری بر ماهیت پژوهش‌های سیاسی داشت و به اثر واگُنی در آن به تفصیل پرداخته است. سالومون اَش روان‌شناس اجتماعی نیز در دههٔ پنجاهِ میلادی آزمایش‌های متعددی برای نشان دادن تأثیر گروه و اجتماع بر رفتار اشخاص انجام داد. اشخاص احساس می‌کنند رفتار آنها درست است اگر مانند سایر مردم رفتار کنند. هر چه تعداد بیشتری از مردم عقیده یا رفتاری را درست بدانند آن عقیده و رفتار درست‌تر به نظر می‌رسد. چنین خطای ادراکی می‌تواند نتایج بد اجتماعی و اقتصادی داشته باشد. از هجوم مردم برای خرید ارز یا سهام گرفته تا پذیرش باورهای کاملاً نادرست اجتماعی. نتیجه این «سوگیری ادراکی» پذیرش چیزها بر اساس محبوبیت آنها است و نه بر اساس درستی آنها. تأثیر این سوگیری در منطق به شکل مغلطه «توسل به اکثریت»، «توسل به باور رایج» و… آشکار می‌شود. |
| سوگیری تأیید Confirmation bias                                          | سوگیری تأیید یا تعصب تأیید، گرایش به جستجو، تفسیر، ترجیح و به یادآوری اطلاعات به روشی است که باورها یا فرضیه‌های شخص تأیید شوند. در شکل بیمارگونه آن شخص همواره هر اطلاعاتی را طوری تعبیر می‌کند که تأییدی بر نظراتش باشد. به عباراتی دیگر ما اطلاعات جدید را طوری فیلتر، دست کاری یا تعبیر می‌کنیم که نه تنها تهدیدی برای باورهای ما نباشند بلکه تأیید هر چه بیشتر آنها باشند. این خطا بسیار مهلک است چراکه واقعیت‌ها با نادیده گرفتن ما محو نمی‌شوند. این خطای ادراکی را شاید بتوان ریشه بسیاری از خطاهای دیگر دانست. به قول وارن بافت «آنچه انسان در آن بهترین مهارت را دارد تعبیر اطلاعات جدید به نحوی است که باورهای قبلی کاملاً دست نخورده باقی بمانند.» یک مثال: تصور کنید که شما باور دارید اشخاص چپ دست خلاق‌تر از بقیه هستند. حالا هر وقت شخص چپ دست و خلاقی ببینید آن را تأییدی بر نظر خود می‌بینید؛ و در همین حال انبوه بیشمار افراد راست دستِ خلاق یا چپ دستِ غیرخلاق را به راحتی نادیده می‌گیرید. مثالی دیگر: تصور کنید در حال خواندن مقاله‌ای هستید که در آن از سیاستمداری نقد شده که شما از او بیزارید. این مقاله به خوبی نشان می‌دهد که چقدر این سیاستمدار شخص بی‌لیاقت و نادرستی است. بلافاصله آن را برای دوست خود که طرفدار اوست می‌فرستید تا واقعیت این شخص را برایش روشن کنید. اما برخلاف نظر شما و با کمال تعجب به نظر او این مقاله تأییدی بر درستکاری و مدیریت عالی این سیاستمدار است. چه طور ممکن است هر دو یک مقاله بخوانید اما نتایجی تا این اندازه متفاوت بگیرید؟ کدام یک از شما گرفتار سوگیری تأیید هستید؟ شاید هر دو |
| انتخاب گزینشی یا گلچین کردن Cherry picking                              | انتخاب و ارائهٔ گزینشی اطلاعات و شواهد در جهت تأیید آنچه مورد نظر است و در همین حال پنهان کردن یا نادیده گرفتن اطلاعات و شواهد مخالف. انتخاب گزینشی اگر ناخواسته انجام شود نوعی «سوگیری تأیید» است و چنانچه آگاهانه انجام شود فریبکاری و مغالطه است(مغلطه سخن نیمه راست یا توریه). در تبلیغات، اخبار رسانه‌ها، شبکه‌های اجتماعی و مناظره‌ها بسیار با این مسئله روبرو می‌شویم مثال: شخصی از یک کاندید حمایت می‌کند او ادعا می‌کند: کاندیدای مورد حمایت من ۱۰ درصد از درآمدش را خرج فقرا می‌کند و هر هفته یک روز به محله‌های فقیر می‌رود و رایگان در آنجا کار می‌کند و به آنها کمک می‌کند تا کار و شغل پیدا کنند، پس او شخصی انسان دوست و خیر است و مناسب برای رای دادن. اما آنچه او نمی‌گوید این است: کاندیدای او ۱۰ درصد از درآمدش را خرج همخوابی با روسپی‌های فقیر می‌کند و هفته‌ای یک روز به محله‌های فقیر رفته تا بر کار پخش مواد مخدر که توسط افراد او انجام می‌شود نظارت کند. شکل منطقی این فریبکاری یا مغالطه به این صورت است: شواهد و مدارک A و همین‌طور B موجود است. شواهد A از ادعای شخص الف پشتیبانی می‌کنند شواهد B برخلاف ادعای شخص الف هستند. شخص الف تنها شواهد A را ارائه می‌کند. |
| کوری انتخاب Choice Blindness                                            | به عبارت بسیار ساده ناتوانی در تشخیص آنچه فرد انتخاب کرده و آنچه به او عرضه شده‌است (که معمولاً بسیار نزدیک به انتخاب فرد است). یا به عبارت دیگر ناتوانی در به خاطر سپاری دقیق آنچه انتخاب فرد بوده‌است بلافاصله بعد از انتخاب. گاه فرد با خودفریبی آنچه به او عرضه شده‌است را همان انتخاب خود تصور می‌کند پِتِر یوهانسون (Petter Johansson) و همکارانش با الهام از مقاله نیسبت (Nisbett) و ویلسون (Wilson) و پس از گذراندن چند آزمایش، واژه ی کوری انتخاب که جزئی از توهم درون‌نگری می‌‌باشد را برای نتایجشان ابداع کردند. |
| سوگیری سرایت Contagion bias                                             | باور به اینکه صفات یا ویژگیهای بد یا خوب از طریق تماس سرایت پیدا می‌کنند. به عبارات دیگر تمایل به پرهیز از تماس با افراد یا اشیائی که نامقدس، یا ناپاک محسوب می‌شوند به دلیل ترس از سرایت صفات آنها یا ترس از صدمه دیدن. و همچنین تمایل به تماس با اشیاء یا افراد شایسته و مقدس برای گرفتن صفات نیک یا تبرک یا سلامتی از آنها. برای مثال مردم از خوردن نوشیدنی در لیوان صدام حسین یا پوشیدن لباس یک قاتل پرهیز می‌کنند یا برعکس تلاش می‌کند دست خود را به لباس یا بدن افرادی که مقدس می‌دانند بزنند. «سوگیری سرایت» زیرمجموعه خطای «تفکر وهمی یا خیالی» (Magical thinking) است. «رولف دوبلی» در کتاب «هنر شفاف اندیشیدن» سوگیری سرایت را اینگونه تعریف می‌کند: ناتوانی ما در نادیده گرفتن احساس ارتباطی که بین چیزهای بی‌ربط به یکدیگر داریم. او در یک مهمانی شاهد بود که شخصی از لیوانی نوشیدنی می‌خورد که متعلق به صدام حسین بوده و وقتی به آن شخص گفته شد که لیوان قبلاً متعلق به صدام حسین بوده‌است هر چه در دهان داشت را دوباره به داخل لیوان ریخت. |
| سوگیری مهر طلب Courtesy bias                                            | تمایل ناخودآگاه به پذیرش باورها و استدلال‌هایی که باعث رنجش و ناراحتی آنهایی که دوستشان داریم نمی‌شود، یا بیان ناخواستهٔ نظر یا استدلالی برخلاف باور شخصی، صرفاً برای اینکه باعث خشنودی دیگران شود یا منجر به ناراحتی یا رنجش آنها نشود. مطالعات نشان می‌دهد که در بعضی از فرهنگ‌ها و جوامع آسیایی، مردم تمایل بیشتری به این سوگیری دارند، به‌ویژه در هنگام مصاحبه‌های شغلی، پرکردن پرسشنامه‌ها یا گفتگو با افراد مهم، اشخاص ناخواسته تلاش می‌کنند آنچه مطلوب شنونده یا پرسشگر است را ابراز کنند. |
| فروپاشی‌انگاری Declinism                                                 | نوعی سوگیری شناختی است که ذهن گرایش به گذشته‌نگری مثبت و آینده‌نگری منفی دارد. نتیجه چنین خطایی رسیدن به این باور است که یک جامعه یا نهاد رو به زوال است. در نتیجهٔ این «اشتباه ادراکی» فرد به غلط تصور می‌کند که قدیم گل و بلبل بوده و در نتیجه نگاهی فراق‌زده به گذشته در او شکل می‌گیرد. در این فرایند ذهنی لحظات سخت و خاطرات بد گذشته در ذهن کمرنگ و دشواری‌های زمان حال پر رنگ می‌شوند. |
| اثر دانینگ–کروگر Dunning–Kruger effect                                  | خطایی ادراکی که در آن اشخاص با کمی یادگیری در یک زمینه دچار توهم تخصص و خبرگی در آن زمینه می‌شوند. افراد غیرحرفه‌ای به اشتباه، توانایی‌شان را بسیار بیش از اندازهٔ واقعی ارزیابی می‌کنند؛ و برخلاف آن، افراد حرفه‌ای، گرایش بیشتری به دست‌کم‌گرفتن شایستگی خود داشته و به اشتباه تصور می‌کنند کاری که برای آنها آسان است، برای دیگران نیز آسان خواهد بود. |
| خطای توجیه تلاش Effort Justification                                    | ارزش گذاری نادرست برای آنچه با تلاش یا رنج زیاد به دست می‌آید. انسان ناخودآگاه هر چه بیشتر برای به دست آوردن یا نگهداری چیزی رنج و زحمت بکشد هر چه بیشتر برای آن چیز ارزش قائل خواهد شد. یکی از دلایل آن این است که مغز انسان از تناقض و عدم توازن بین کار و نتیجهٔ کار پرهیز می‌کند، هیچ‌کسی نمی‌خواهد برای چیزی کم ارزش، وقت و زحمت زیادی صرف کند. پذیرش اینکه وقت، رنج یا تلاش زیادی برای رسیدن به چیزی کم ارزش صرف شده باشد ذهن را دچار تناقض شدید می‌کند برای همین ذهن ناخواسته و فریبکارانه ارزشی متناسب با میزان تلاش برای آنچه به دست می‌آید قائل می‌شود. این خطا یک شکل آشکار و معمول از خودفریبی است. برای دوری از این خطا باید صرفاً نتایج کار خود را بدون در نظر گرفتن هزینه و تلاشی که برایش انجام داده‌اید ارزیابی کنید یا از دیگران بخواهید که ارزیابی کنند. برای مثال یک مدیر ممکن است با یک طرح بد به کار خودش ادامه بدهد چون برای رسیدن به این طرح وقت و هزینه بسیار زیادی صرف کرده‌است. یا در مورد عضویت در کانون‌ها و گروه‌ها می‌توان گفت هر چه پذیرفته شدن در آزمون ورودی سخت‌تر باشد اعضای گروه ارزش بیشتری برای عضویت خود در نظر خواهند گرفت. |
| اثر برخورداری Endowment effect                                          | وقتی شخص برای چیزی که صاحب آن است ارزشی بیش از ارزش واقعی آن تخمین بزند. در یک مطالعه به سال ۱۹۸۴جک نِچ و جک سیندن به بعضی از شرکت کنندگان، بلیت لاتاری و به بعضی دیگر ۲ دلار پول دادند. بعد از مدتی به آن‌ها، که حالا دیگر نسبت به آنچه گرفته بودند احساس مالکیت می‌کردند، گفتند می‌توانند بلیت را با ۲ دلار و ۲ دلار را با بلیت عوض کنند. عدهٔ کمی راضی به این معاوضه شدند. شبیه این آزمایش به اشکال مختلف اجرا شده‌است؛ مثلاً به بعضی از دانشجوها ماگ (لیوان) دادند و به بعضی دیگر چیزی ندادند. سپس دربارهٔ قیمتِ تخمینیِ ماگ سؤال کردند. آن‌ها که ماگ داشتند به‌طور متوسط قیمت را ۴٫۵ دلار برآورد کردند و آن‌ها که نداشتند، ۲٫۲۵ دلار متوسطِ برآوردشان بود. |
| هزینه هدر رفته - تعهد بیشتر به خطا Sunk cost - Escalation of Commitment | «تعهد بیشتر به خطا» (Escalation of commitment) الگویی در رفتار انسان است که در نتیجه آن وقتی که شخص یا گروهی با نتایج منفی یک تصمیم، رفتار، طرح یا سرمایه‌گذاری روبرو می‌شود به جای کنار گذاشتن آن همچنان به کار غلط ادامه می‌دهد. اقتصاددانان به این رفتار «خطای هزینه هدر رفته» می‌گویند. جایی که در آن تعهد به یک طرح یا سرمایه‌گذاری مالی اشتباه و ادامه آن باعث اتلاف هزینه می‌شود اما مدیران به خاطر هزینه‌هایی که تاکنون انجام شده‌است حاضر به کنار گذاشتن طرح نیستند. (هر وقت متوجه شدید که در ته یک چاه هستید، دست از کندن بردارید) این سوگیری معمولاً زمانی روی می‌دهد که تنها دلیل ادامه یک کار وقت، انرژی یا سرمایه هدر رفته برای آن کار است و رها کردن یعنی پذیرش شکست. نمونه‌های تاریخی چنین خطاهایی پروژه هواپیمای کنکورد و جنگ ویتنام است. |
| اثر قالب بندی یا تزئین کردن Framing effect (Framing effect)             | تصمیمات ما به جای اینکه صرفاً تحت تأثیر شواهد و مدارک باشند، تحت تأثیر نحوه ارائه اطلاعات و شواهد نیز هستند. (مهم نیست چه گفته می‌شود مهم این است که چگونه گفته می‌شود). در واقع مهم است که با چه قالب یا تزئینی اطلاعات ارائه شوند. بازاریاب‌ها، فروشندگان و سیاستمداران از تأثیر «سوگیری قالب‌بندی» در جهت منافع خود به خوبی استفاده می‌کنند. برای مثال اگر افراد قصد خرید ماست کم چرب را داشته باشند، عموماً ماست شرکتی را می‌خرند که روی بسته‌بندی آن «۷۰ درصد بدون چربی» باشد تا شرکتی که روی بسته‌بندی ماست آن «۳۰ درصد چربی» است. |
| سوگیری جمع‌آوری اطلاعات Information bias                                 | تمایل برای کسب اطلاعات حتی وقتی که نمی‌تواند عمل را تحت تأثیر قرار دهد. همیشه اطلاعات بیشتر لزوماً باعث تصمیم بهتر نخواهند شد. |
| همبستگی پنداری Illusory correlation bias                                | تمایل به دیدن یا ساختن ارتباط در ذهن بین چیزها (مردم، رویدادها، رفتارها و …) درحالی‌که ارتباطی بین آنها نیست. این سوگیری دلیل روانی «مغلطه علت شمردن همبستگی» و «مغلطه علت شمردن مقدم» است. مثال: 1. من به آن مرد فقیر کمک کردم، و بلافاصله روز بعد، در مصاحبه شغلی پذیرفته شدم. معلوم است که هر کس کار نیکی انجام دهد، نتیجه‌اش را می‌بیند. 2. امروز صبح در کوچه گربه سیاهی دیدم، دو ساعت بعد افتادم و دستم شکست؛ معلوم است که گربه سیاه واقعاً شوم است. 3. طبق آمار به دست آمده مشخص شده که شب با کفش خوابیدن باعث سردرد می‌شود. آمار درست است اما نکته اینجاست که معمولاً کسانی شب با کفش می‌خوابند که مست کرده‌اند و در نتیجه با کفش خوابیدن و سردرد ممکن است به هم ارتباطی نداشته باشند، و هر دو معلول چیزی دیگر باشند. ۴- بر اساس آمار از سال ۱۹۵۰ تا به امروز میزان گاز دی‌اکسید کربن اتمسفر بیشتر شده و همچنین مردم جهان چاق‌تر شده‌اند. در نتیجه بالارفتن دی‌اکسید کربن در هوا باعث چاقی می‌شود. |
| اثر حقیقت واهی Illusory truth effect                                    | تمایل ناخودآگاه به پذیرش گفتارها و باورهای نادرست درصورتی که بسیار تکرار شوند. از جمله دلایلی که باعث می‌شود افراد اخبار و تبلیغات رسانه‌ها را باور کنند، همین خطا است. هرچه بیشتر چیزی تکرار شود باورپذیرتر می‌شود. اثر حقیقت واهی نقشی مهم و اصلی در تبلیغات رسانه‌ها، اخبار و سیاست دارد. باورها و اعتقادات بسیاری از مردم در نتیجه تکرار و «اثر حقیقت واهی» شکل گرفته‌است. نقل قول بسیار مشهوری می‌گوید: «یک دروغ بزرگ بگو و بعد مرتب آن را تکرار کن، سرانجام مردم باور خواهند کرد». |
| توهم اعتبار نظر Illusion of validity                                    | نوعی سوگیری و خطای ادراکی است که در آن شخص توانایی خود را در تعبیر اطلاعات و نتیجه‌گیری از آنها، بیش از آنچه واقعاً هست تصور می‌کند. به عبارت دیگر اطمینان بیش از اندازه و نادرست به توانایی خود در تعبیر، پیش‌بینی و قضاوت بر مبنای اطلاعات موجود. «رولف دوبلی» در کتاب هنر شفاف اندیشیدن از این سوگیری به عنوان «توهم پیش‌بینی» نام برده‌است. «فلیپ تت‌لاک» در مدت ده سال بیش از ۲۸ هزار پیش‌بینی از ۲۸۴ کارشناس را در زمینه‌های متفاوت ارزیابی کرد و مشخص شد پیش‌بینی‌های آنها تنها کمی بهتر از پیش‌بین‌های تصادفی است. «جان کنت گالبرایت» اقتصاددان و مدرس دانشگاه هاروارد می‌گوید: «دو نوع کارشناس پیش‌بینی داریم، آنهایی که نمی‌دانند و آنهایی که نمی‌دانند که نمی‌دانند». وقتی ما از پیش‌بینی‌های خود (در زمینه‌های اقتصادی، سیاسی، اجتماعی و …) مطمئن هستیم، بر اساس آنها تصمیماتی می‌گیریم و از آنجا که مشخص شده بسیاری از این پیش‌بینی‌ها نادرست هستند تصمیماتی که بر اساس آنها گرفته می‌شوند ممکن است عواقب بدی داشته باشند. |
| توهم کنترل Illusion of control                                          | نوعی سوگیری و خطای ادراکی است که در آن شخص کنترل یا تأثیر خود را بر رویدادها بیشتر از آنچه واقعاً هست تصور می‌کند. باید توجه داشت که بسیاری از چیزها تحت کنترل ما نیستند اما مردم عموماً متوجه این موضوع نیستند. حتی وقتی رویدادها کاملاً تصادفی هستند اشخاص به اشتباه تصور می‌کنند که کنترلی نسبی بر آنها دارند، به‌ویژه زمانی که نتایج این رویدادها به دلخواه آنها باشد. وقتی تصور می‌کنیم که بر رویدادها کنترلی بیش از آنچه واقعاً هست داریم در خطر گرفتن تصمیمات اشتباه خواهیم بود. توهم کنترل می‌تواند باعث «تقکر وهمی» شود (باور به اینکه افکار، خواسته‌ها و آرزوهای ما می‌توانند تأثیراتی بر جهان مادی بگذارند و مسیر طبیعی رویدادها را تغییر دهند). |
| تفکر وهمی یا خیالی Magical thinking                                     | باور به ارتباط یا توانایی برقراری ارتباط بین رویدادها، اشخاص و چیزها با یکدیگر درحالی‌که هیچ نشانه یا شواهدی مبنی بر ارتباط وجود ندارد. به‌ویژه باور به اینکه افکار، خواسته‌ها و آرزوهای ما می‌توانند تأثیراتی بر جهان مادی بگذارند و مسیر طبیعی رویدادها را تغییر دهند. این نوع باور در میان مردم در سراسر جهان رایج است و حتی در بسیاری از ادیان و آئین‌ها به آن توجه می‌شود.باورهایی مثل چشم زخم، فوت کردن، آب ریختن پشت مسافر، قربانی کردن برای رفع بلا، توقف و صبر پس از عطسه، اعداد نحس، گربهٔ سیاه، به همراه داشتن یک شیء برای خوش شانسی، گفتن کلمات یا جملاتی برای روشن شدن خودرو یا به کار افتادن سیستم‌ها و بسیاری دیگر می‌توانند نشانه‌های از «تفکر خیالی» باشند.در روان‌پزشکی «تفکر وهمی» نوعی «اختلال فکری» محسوب می‌شود. |
| اثر مواجهه صرف Mere-exposure effect                                     | تمایل و ترجیح ذاتی در انسان به چیزی صرفاً به دلیل آشنایی با آن. این اثر باعث می‌شود مردم چیزهایی را ترجیح دهند که برای آن‌ها آشنا است. به عبارت دیگر صرفاً قرار گرفتن در معرض چیزی به‌طور مکرر، کافی است تا افراد آن چیز را درست بدانند یا ترجیح دهند یا دوست داشته باشند. |
| استدلال هدفمند شده motivated reasoning                                  | تمایلی ناخودآگاه در انسان برای استدلال کردن در جهت رسیدن به نتیجه دلخواه. باید توجه داشت که در بحث، جستجو و پژوهش، درست آن است که استدلال‌ها و شواهد، ما را به اهدافی از قبل تعیین نشده برسانند، نه اینکه از ابتدا اهداف مشخص باشند و برای رسیدن به آنها «استدلالهای هدفمند شده» ارائه شود. از آنجا که در وجود ما تمایل برای یافتن اطلاعات، مستندات و شواهد در جهت تأیید هدفِ‌دلخواه بیشتر از تکذیب آن است، عموم مردم گرفتار این سوگیری هستند. |
| سوگیریِ مایوپیا یا کوته بینی Myopia bias                                 | تفسیر و بررسی جهان و رویدادها از دریچه نگاه شخصی و با تکیه بر تجربیات، اندوخته‌ها، باورها و فرضیات محدود شخصی. |
| سوگیری داستان‌گویی (داستان‌سرایی) Narrative bias                          | تمایل ذاتی در انسان برای درک جهان و پدیده‌های آن از طریق ساختن داستان را سوگیری داستان‌گویی یا مغالطه داستانسرایی می‌گویند. انسان‌ها در مواجه با اطلاعاتی محدود که نمی‌توان چیزی درست از آن استخراج کرد تنها یک راه دارند: ساختن بهترین داستان ممکن از اطلاعات موجود در ذهن، و چنانچه داستان خوب باشد باور آن داستان به عنوان واقعیت. همه ما همواره در تلاش برای درک جهان پیرامون خود و پدیده‌های آن هستیم. از رویدادهای اقتصادی، سیاسی و اجتماعی گرفته تا روابط بین مردم. اصرار به درک این روابط و رویدادها با وجود نبود اطلاعات کافی لاجرم ما را به یک مقصد خواهد رساند: داستان‌سرایی و توهم درک رویدادها با تکیه بر شکل منطقی و باورپذیر داستان‌هایی که در ذهن ساخته می‌شود.نتیجه آنچه از این طریق کسب می‌شود آگاهی نیست بلکه توهم آگاهی (The Illusion of Understanding) است. این داستان‌سازی‌ها در اغلب موارد به سرعت در ذهن انجام می‌شود. از خبر تصادف، ورشکستی یا طلاق یک آشنا گرفته تا درک رویدادهای پیچیده سیاسی و اجتماعی، ذهن بلافاصله با مقدار کمی از اطلاعات بهترین داستان ممکن را می‌سازد و سپس آن را به عنوان واقعیت می‌پذیرد. در کتاب هنر شفاف اندیشیدن، فصل سیزدهم، رولف دوبلی می‌گوید، مشکل اصلی همه داستان‌ها یک چیز است: داستان‌ها به ما توهم فهمیدن را می‌دهند. بشر از گذشته‌های بسیار دور تا به امروز خود را در برابر جهانی دیده زمخت، بی‌رحم و از همه مهم‌تر ناشناخته، از این رو برای درک جهان و پدیده‌های آن به ناچار به ساختن داستان پناه برده‌است. نبود ابزار علم درگذشته راه دیگری برای بشر نگذاشته بود اما امروز از طریق ابزار علم می‌توانیم واقعیت جهان را آن‌چنان‌که هست ببینیم و نه آنچنانکه دوست داریم با پناه بردن به ساخت داستان. |
| ارتباط‌پنداری (آپوفینیا) Apophenia                                       | دیدن الگو در اطلاعات یا دیدن ارتباط بین رویدادها و چیزها درحالی‌که الگو یا ارتباطی وجود ندارد. «پاریدولیا» و «همبستگی پنداری» زیرمجموعه «آپوفینیا» هستند. |
| پاریدولیا Pareidolia                                                    | یک سوگیری ذهنی است که در آن فرد، اشیاء، صداها، الگوها و شکل‌هایی را که می‌بیند به صورت معنادار تعبیر می‌کند. از مثال‌های معمولی که در این باره زده می‌شود می‌توان به این موارد اشاره کرد: دیدن چهره در ابرها، دیدن چهره در ماه، شنیدن پیام‌های ناشناخته وقتی نوار یا صدای ضبط‌شده به‌صورت برعکس پخش می‌شود و … |
| سوگیری انتظار مشاهده‌گر Observer-expectancy effect                       | وقتی که پژوهشگر انتظار مشخصی از نتایج تحقیق یا آزمایش دارد و ناخواسته آزمایش را دست‌کاری کرده یا داده‌ها را در جهت انتظار خود تفسیر می‌کند. |
| سوگیریِ آکام یا تصمیم بدیهی Occam’s razor bias                           | تصور اینکه واضح‌ترین و بدیهی‌ترین تصمیم، همان تصمیم درست است. |
| سوگیری اهمال (کاری نکردن) Omission bias                                 | به بیانی بسیار ساده، از نگاه عموم مردم «انجام دادن یک کار غلط»، زشت‌تر و غیراخلاقی‌تر از «انجام ندادن یک کار درست» است، حتی وقتی که نتیجه هر دو به یک اندازه زیان‌بار باشد. برای مثال تصور کنید که «جان» قرار است فردا در برابر رقیبش مسابقه بدهد و حالا هر دو در رستوران آماده سفارش غذا هستند. «جان» می‌داند که رقیبش به یک ماده غذایی آلرژی شدید دارد. دو سناریو داریم: 1. «جان» غذایی را سفارش می‌دهد که در آن ماده آلرژیک هست. 2. رقیب او نادانسته غذایی را سفارش می‌دهد که ماده آلرژیک در آن هست. اما «جان» سکوت کرده و به او چیزی نمی‌گوید کدام کار غیراخلاقی‌تر است؟ در نگاه عموم مردم گزینه یک. مثال دیگر: یک بیماری آنفولانزای همه گیر از هر ۱۰ هزار کودک، ۱۰ کودک را خواهد کشت واکسن این بیماری از هر ۱۰ هزار کودک، ۵ کودک را خواهد کشت آیا شما فرزندتان را واکسینه خواهید کرد؟ |
| سوگیری خوش‌بینی Optimism Bias                                            | خطای خوش‌بینی اشاره دارد به تمایل هر فرد برای بیشتر تخمین زدن احتمال وقوع رویداده‌های خوب و کمتر تخمین زدن وقوع رویدادهای بد برای خودش. این سوگیری باعث می‌شود افراد در مقایسه با سایرین خود را کمتر در معرض خطر ببینند یا احتمال موفقیت خود را درکارها بیشتر از سایرین درنظر بگیرند. خوش بینی باعث می‌شود جهان را کم‌خطرتر و لطیف‌تر از آنچه در واقعیت هست ببینیم و توانایی‌مان را در پیش‌بینی آینده دست بالا بگیریم، در نتیجه در زمان تصمیم‌گیری درباره انجام کارها یا انتخاب اهداف، شانس موفقیت را بیشتر از آنچه واقعا هست تخمین بزنیم. از این خطا گاه با نام «توهم آسیب‌ناپذیر بودن» هم یاد می‌شود. اگر از اغلب افراد پرسیده شود که چقدر احتمال وقوع تصادف، از دست دادن شغل، طلاق و غیره را برای خودشان می‌دهند. آنها معمولاً باور دارند که برای آنها این عدد در حدود صفر است. از سوی دیگر افراد بر این باور هستند که طول عمر بیشتری خواهند داشت، در صورت ازدواج موفق‌تر خواهند بود و بچه‌های باهوش‌تری دارند و غیره. |
| اثر شترمرغ ostrich effect                                               | به بیان بسیار ساده یعنی روی برگرداندن از اطلاعت منفی و در اصل همان ضرب‌المثلِ معروفِ "مثلِ کبک سرش را زیر برف کرده" را در ذهن تداعی می‌کند. کبک ها وقتی احساس خطر می کنند، مثلا با دیدن شکارچی ها به سرعت و با وحشت و ترس بسیار خود را روی برف ها پرت می کنند و از شدت پرتاب شدنشان، با سر داخل برف می روند و پاهایشان بیرون می ماند. در برخی‌ کشور‌های دیگر این ضرب‌المثل به اشتباه به شترمرغ‌ها نسبت داده میشود: "مثلِ شترمرغ سرش را زیر شن یا خاک کرده"، به خیال اینکه بدنشان هم از دیدِ دشمنان پنهان بماند. اصطلاح اثر شترمرغ نیز برگرفته از این ضرب‌المثل می‌‌باشد. به عبارت دیگر انکار، نادیده گرفتن یا روی‌برگرداندن از اطلاعاتی که تصمیمات یا باورهای ما را به خطر می‌اندازند. نتیجه این سوگیری نه تنها باعث نادیده گرفتن اطلاعات منفی می‌شود بلکه ممکن است باعث توقف جستجوی اطلاعات هم شود که در نهایت باعث بالاتر رفتن سطح نادانی در شخص می‌شود. اثر شتر مرغ باعث می‌شود افراد از حضور در هر موقعیتی که ممکن است در نظرشان منفی جلوه کند اجتناب کنند. فردی که تحت تأثیر اثر شترمرغ رفتار می‌کند ترجیح می‌دهد از هر شرایطی که ممکن است کمی ناراحتی پیش بیاید دوری گزیند. این خطای شناختی سبب می‌شود فرد اطلاعات ضروری فراوانی را از دست بدهد زیرا ترجیح می‌دهد با آن اطلاعات منفی کاری نداشته باشد. این سوگیری به‌ویژه در سرمایه‌گذاری‌های مالی بارز است. جایی که سرمایه‌گذار به عمد اطلاعات منفی و بازدارنده را نادیده می‌گیرد و صرفاً به اطلاعات مثبت توجه می‌کند. «دان گالای» و «اورلی سِید»، استادان دانشکده علوم مالی دانشگاه عبری اورشلیم، در مطالعه رفتار سرمایه‌گذاران بازار بورس به این نتیجه رسیدند که وقتی بازار در موقعیت بدی قرار دارد، بسیاری از سهام‌داران از بررسی مداوم اخبار بازار و وضعیت سرمایه‌شان خودداری می‌کنند. |
| اثر بیش‌اعتمادی overconfidence effect                                    | به بیانی ساده، یعنی اطمینان بیش از اندازه و نادرست به درستی قضاوت‌ها و توانایی‌های خود. در این حالت تصور ذهنی شخص از درستی قضاوت‌ها یا توانایی‌هایش به مراتب بیشتر از آن چیزی است که در واقع هست. بیش اطمینانی را شاید بتوان «رایج‌ترین و به‌طور بالقوه مصیبت بارترین» خطا یا سوگیری شناختی دانست. بعضی از اشخاص، تنها پس از چند بار موفقیت در تصمیم‌گیری، قضاوت یا انجام کارها، ناخودآگاه کاملاً به خود مطمئن می‌شوند. |
| سوگیری نتیجه‌نگر (نتیجه نگری) outcome bias                               | ارزیابی درستی یک تصمیم صرفاً براساس نتیجهٔ نهایی آن و نه بر اساس دلایل و فرآیندهای تصمیم‌گیری. به نوعی در ضمیر ناخودآگاه همه ما هست که اگر تصمیمی بگیریم و نتایج آن تصمیم درست یا به نفع ما باشد پس تصمیم ما درست بوده. باید توجه داشت که بسیاری از تصمیمات به‌طور اتفاقی و با شانس به نتیجه درست می‌رسند. آنچه درستی یک تصمیم را نشان می‌دهد صرفاً نتیجه آن نیست، برای فهمیدن درستی یک تصمیم دلایل و فرایندهای تصمیم‌گیری باید بررسی شوند و نه صرفاً نتیجه تصمیم. به‌طور مثال اگر کسی بتواند برای مدتی بازار بورس یا قیمت دلار را به درستی پیش‌بینی کند، او لزوماً یک کارشناس اقتصادی نیست باید از او دربارهٔ نحوه و فرایند پیش‌بینی سؤال کرد چرا که ممکن است کاملاً تصادفی و با شانس پیش‌بینی‌هایش درست از کار درآمده باشند. نتیجه‌نگری به‌ویژه برای کسانی که در کار تصمیم‌گیری برای دیگران هستند پرمخاطره است. افرادی مانند مشاوران اقتصادی، مربیان ورزشی، پزشکان و سیاستمداران. این افراد حتی اگر خردمندانه تصمیماتی بگیرند که نتایج بدی داشته باشد مورد سرزنش قرار خواهند گرفت که چرا نتوانسته‌اند تصمیم درست بگیرند. اگر یک دکتر تشخیص بدهد یک عمل کم‌مخاطره است اما در حین عمل بیمار بمیرد دیگران با توجه به نتیجه عمل و مرگ بیمار ادعا خواهند کرد که پرمخاطره بودن عمل از ابتدا مشخص بوده‌است. درحالی‌که گاهی آنچه برای آنها امروز واضح است در گذشته اصلاً واضح نبوده‌است. |
| اثر امکان یا خطای احتمال ممکن Possibility Effect                        | وقتی امکان رویدادی فراهم باشد اما احتمال آن بسیار ناچیز باشد، ذهن انسان به اشتباه احتمال وقوع را بیش از آنچه واقعاً هست ارزیابی می‌کند. نمونه بسیار آشکار آن خرید بلیط بخت آزمایی است یا امید به برنده شدن در قرعه‌کشی‌هایی که احتمال ریاضی برنده شدن در ان بسیار ناچیز است اما افراد شرکت کننده انتظار زیادی برای برنده شدن دارند. وقتی کسی قرار است در بیمارستان عمل جراحی شود و به او گفته می‌شود 5 درصد احتمال قطع عضو در این عمل است این احتمال برای او خیلی احتمال بدی است و بدی آن از لحاظ ذهنی و روانی بیشتر از نصف 10 درصد احتمال قطع عضو است. به دلیل خطای احتمال ممکن ما ریسک‌های کم را بیش از اندازه واقعی آن محتمل می‌دانیم و حاظریم هزینه زیاد و نامتناسبی در مقایسه با احتمال آن پرداخت کنیم مثالی دیگر. تصور کنید که اعلام می‌شود قرار است در دو شهر تروریست‌ها عملیات انتحاری انجام دهند. کمی بعد مشخص می‌شود در یک شهر یک تروریست عملیات خواهد داشت و در شهری دیگر چهار تروریست. آیا مردم شهر اول یک‌چهارم نگران خواهند بود؟ اثر روانی احتمال عملیات تروریستی مانند اثر روانی برنده شدن در لاتاری است در هر دو حالت ذهن انسان تحت تاثیر اثر امکان یا خطای احتمال ممکن احتمال وقوع را بیش از اندازه واقعی آن درنظر می‌گیرد |
| سوگیری لجاجت یا مقاومت Reactance                                        | تمایل به انجام ندادن آنچه دیگری خواسته یا حتی انجام کاری برعکس خواسته دیگری صرفاً برای مخالفت با آنچه آزادی ما را به خطر می‌اندازد. علت این سوگیری، ترس از به خطر افتادن حق انتخاب است و نتیجه آن می‌تواند باعث تصمیمی نادرست شود. برای مثال تصور کنید قصد خرید خودرو دارید و همسرتان به شما می‌گوید که باید پژوی ۲۰۶ بخرید و شما به خاطر اینکه نشان دهید از او پیروی نمی‌کنید خودروی دیگری می‌خرید و این درحالی است که اگر او چیزی نمی‌گفت حتماً ۲۰۶ می‌خریدید. حالا شما تصمیم اشتباه گرفته‌اید صرفاً به خاطر ترس از به خطر افتادن حق انتخاب خود. |
| گذشته‌نگری مثبت Rosy retrospection                                       | تمایلی ذاتی به بازنگری و به خاطر آوری روزگار گذشته بهتر و مثبت‌تر از آنچه در واقع بوده‌است. «رومی‌ها» در این مورد می‌گفتند:"memoria praeteritorum bonorum" گذشته همیشه به خوبی یاد خواهد شد. یا به عنوان مثال هروقت که اوضاع سیاسی کشوری سخت میشود و یا نوعِ حکومت تغییر می‌کند، ناگهان برخی‌ از مردم این اصطلاح را به کار میبرند که "قدیمها همه چی‌ بهتر بود" و یا در این راستا ضرب‌المثل مشهوری که در ایران در حسرتِ روزگار جوانی‌ به کار میرود: "جوانی‌ کجایی که یادت بخیر." گذشته‌نگری مثبت نوعی نوستالژی است. |
| دریافت گزینشی Selective perception                                      | وقتی که در فرایند ادراک، شخص ناخواسته آن چیزهایی را که دوست دارد می‌بیند و آنچه دوست ندارد را کنار گذاشته و نادیده می‌گیرید. علت این خطا این است که ادراک ما شدیداً تحت تأثیر انتظارات ما است. دریافت گزینشی باعث می‌شود شخص فقط آنچه دوست دارد را از محیط دریافت کند و همزمان انبوهی از واقعیت‌ها را که احساس خوبی به آنها ندارد نادیده بگیرد. در نتیجه این فرایند، اطلاعات زیادی فیلتر می‌شوند و آنچه مطلوب است گزینش می‌شود و شخص جهان را آنگونه که دوست دارد می‌بینید و نه آنگونه که هست. مثلاً به دلیل وجود جانب‌گرایی درون-گروهی در صنف، ممکن است معلمی یک شاگرد محبوب داشته باشد. معلم عملکرد ضعیف شاگرد محبوب خود را نادیده می‌گیرد. در حالی‌که ممکن است به پیشرفت شاگردی که برای او کمترین محبوبیت را دارد اصلاً توجه نکند. دریافت گزینشی نوعی سوگیری تأیید و زیرمجموعه آن است. |
| اعطای مجوز کار نادرست به خود Self-licensing                             | تمایل افراد به دادن مجوز کار نادرست یا غیراخلاقی به خود، بعد از انجام کارهایی درست یا اخلاقی. این سوگیری در میان مردم بسیار دیده می‌شود. برای مثال ممکن است شخصی به خود مجوز خرید یک وسیله بسیار گران‌قیمت و نه چندان لازم را بدهد برای اینکه مدتی است که به خوبی صرفه جویی مالی داشته‌است. حتی بازنگری خاطرات کارهای خوب گذشته ممکن است باعث شود تا شخص به خود مجوز انجام کاری نادرست یا غیراخلاقی را بدهد، یا پس از انجام کاری نادرست، با مرور کارهای درست قبلی، کار نادرست خود را موجه بداند. در کتاب (The willpower Instinct) نوشته پروفسور «کری مک کانیگال» ذکر شده‌است که وقتی برای نخستین بار «مک دانالد» به همراه همبرگر، سالاد در منوی خود قرار داد فروش همبرگر بالا رفت. پژوهشگران دانشگاه «بروک» در نیویورک دریافتند که خوردن سالاد که یک غذای رژیمی است مجوزی می‌شود برای خوردن همبرگر که غذایی ناسالم است. |
| توهم تکرار Frequency illusion (Baader-Meinhoff phenomenon)              | توهمی که در آن فرد احساس می‌کند بلافاصله پس از اینکه یک کلمه، نام یا چیز دیگری اخیراً مورد توجهش قرار گرفته، با تناوب بالا و غیرمعقولی با آن روبرو می‌شود (این سوگیری نوعی «سوگیری انتخاب» است). این توهم توضیحی برای برخی از موارد در «پدیدهٔ بادر-ماینهوف» (که البته هیچ ارتباطی‌ با فراکسیون ارتش سرخ آلمان ندارد) است که در آن فرد بلافاصله پس از آموختن یک کلمه یا اصطلاح، مکرراً با آن مواجه می‌شود. |
| سوگیری انتخاب Selection bias                                            | نوعی سوگیری است که در نتیجه انتخاب غیر تصادفی افراد، گروه‌ها یا داده‌ها برای تجزیه و تحلیل ایجاد می‌شود. در نتیجهٔ این خطا، نمونه‌های انتخاب شده برای بررسی، نماینده جمعیت مورد نظر نیستند و نتایج به دست آمده از بررسی اشتباه خواهد بود. |
| اثر تأیید شخصی (اعتباردهی ذهنی) Subjective validation                   | سوگیری شناختی است که به موجب آن افراد گزاره‌ها یا اطلاعات را در صورت داشتن معنی یا اهمیت شخصی برای آنها، صحیح می‌دانند. به عبارت دیگر اثر تأیید شخصی فرآیندی ذهنی است که در نتیجه آن، یک فرد آنچه می‌شنود یا می‌بیند (اخبار، جملات، نشانه‌ها و..) را درست می‌پندارد به خاطر اینکه درست بودن آنها برایش خوشایند و دارای اهمیت است. |
| خطای جایگزینی Substitution bias                                         | اگر با پرسشی پیچیده مواجه شویم که نتوانیم به آن پاسخی دهیم مغز ما ناخودآگاه پرسشی ساده‌تر و مرتبط را پاسخ خواهد داد. جایگزین کردن یک مسئله ساده به جای مسئله‌ای پیچیده را خطا یا سوگیری جایگزینی می‌گویند. برای مثال اگر از شخصی پرسیده شود که چقدر از زندگی راضی هستید؟ به جای پاسخ به این پرسش که نیازمند بررسی دقیق است به پرسش جایگزین و ساده‌تر پاسخ داده خواهد شد که در این لحظه چقدر از زندگی احساس رضایت دارم؟ یک ویژگی قابل توجه مغز ما این است که به سرعت و در لحظه برای هر پرسشی پاسخی می‌یابد و به ندرت عاجز از یافتن پاسخ است، (البته به استثناء موارد خاص مانند؟ = ۱۷×۲۴)، در سایر موارد معمولاً جواب‌های در دسترس و آماده و اغلب اشتباه داریم؛ مثلاً احتمال موفقیت یک شرکت، یا یک سرمایه‌گذاری را به سرعت بیان می‌کنیم بدون اینکه متوجه باشیم تا چه اندازه این مسائل نیازمند اطلاعات و محاسبات دقیق هستند. در واقع برای بسیاری از پرسش‌هایی که حتی درست متوجه نمی‌شویم، پاسخ‌هایی داریم که حتی نمی‌توان آنها را به درستی توضیح داد یا از آنها دفاع کرد. |
| خطای بقا یا سوگیری بازمانده Survivorship bias                           | به اختصار یعنی تمرکز بر بازمانده‌ها در بررسی یک فرایند حذفی. این خطا وقتی روی می‌دهد که اشخاص در زمان تخمین احتمال موفقیت یا شکستِ تصمیمات، کارها، پروژه‌ها و سایر چیزها، روی آمار آنهایی که موفق بوده یا مسیر را پشت سر گذاشته‌اند تمرکز کرده و بقیه را نادیده می‌گیرند. این سوگیری باعث می‌شود تا ما احتمال موفقیت خود را در انجام کارها بیشتر از آنچه واقعاً هست ببینیم. علت آن است که در آغاز هر کاری، ما همواره با آمار و داستان آنهایی که موفق بوده‌اند روبرو هستیم و داستان و آمار تعداد بیشمار بازنده‌ها معمولاً یا قابل رویت نیست یا نادیده گرفته می‌شود. برای مثال تصور کنید که تصمیم دارید خواننده‌ای معروف شوید. چقدر احتمال موفقیت به خود می‌دهید؟ احتمال واقعی چیزی در حدود صفر است. اما چرا؟ آنچه پیش روی شماست تعدادی خواننده موفق و کتاب‌ها و داستانهای زیادی از موفقیت و شهرت، و آنچه پنهان است، تعداد بیشمار کسانی است که هرگز موفق نشده‌اند و البته کسی هم داستان و آمار این بیشمار ناموفق‌ها را نمی‌داند. در واقع ما با آمار بازماندگان مواجه هستیم که باعث می‌شود در تخمین احتمال موفقیت خود دچار اشتباه شویم. این خطا زیرمجموعهٔ «سوگیری انتخاب» است. |
| خطای کمبود Scarcity Bias                                                | وقتی ما با چیزی مواجه شویم که تعداد محدودی داشته باشد، یا تقاضا برای آن زیاد باشد یا برای مدتی محدود عرضه شود ناخودآگاه تصور می‌کنیم ارزشمند است. در این زمان احتمالاً گرفتار «خطای کمبود» شده‌ایم. در پژوهشی به سال ۱۹۷۵ پروفسور «استفان ورچل» از دو گروه خواست تا به کیفیت نوعی شیرینی امتیاز دهند. به هر عضو گروه اول یک جعبه شیرینی داد و به هر عضو گروه دوم تنها دو عدد شیرینی. نتیجه اینکه گروه دوم امتیاز بالاتری به کیفیت شیرینی‌ها دادند. این آزمایش بارها تکرار شد و نتایج یکسان بود. «رولف دوبلی» در کتاب «هنر شفاف اندیشیدن» می‌گوید به تعدادی کودک، تیله‌هایی کاملاً یکسان برای بازی دادم و در میان آن تیله‌ها تنها یک تیله رنگی متفاوت داشت، کودکان برای تصاحب آن یک تیله با هم دعوا می‌کردند. به بیانی دیگر انسان ذاتاً ارزش زیادی برای آنچه کمیاب است و ارزش کمی برای آنچه فراوان است قائل می‌شود. رومی‌ها می‌گفتند: آنچه کم است ارزشمند است. سعدی شاعر فارسی گفته‌است: اگر شب‌ها همه قدر بودی، شب قدر بی قدر بودی. گر سنگ همه لعل بدخشان بودی پس قیمت لعل و سنگ یکسان بودی خطای کمبود، ابزاری قدرتمند در دست رسانه‌های تبلیغاتی است: جملاتی مانند فقط دو عدد مانده، تنها تا پایان روز فرصت دارید و… نمونه‌هایی آشنا هستند برای ارزشمندتر نشان دادن آنچه آنها قصد فروشش را دارند. آنها قصد دارند تابه سرعت محصول خود را بفروشند برای همین تلاش می‌کنند تا آن را کمیاب جلوه داده تا به این ترتیب شما را دچار «خطای کمبود» کرده و شما ناخواسته آن محصول را ارزشمند تصور کنید؛ بنابراین اگر برای شما پیامکی آمد با این متن که: تنها تا پایان امشب فرصت دارید تا از فروشگاه ما با ۳۰ درصد تخفیف خرید کنید. مراقب باشید دچار «سوگیری کمبود» نشوید. از نقطه نظر تئوری تکاملی می‌توان اینگونه توضیح داد که در طول تاریخ و در مسیر تکامل آنچه برای اجداد ما ارزشمند بوده (مانند شکار، آب آشامیدنی، جفت و…) عموماً محدود یا خارج از دسترس بوده پس در فرصت‌های احتمالی پیش آمده باید به سرعت تصاحب می‌شدند. اما حالا با وجود سوپر مارکت در هر کوچه و خیابانی این سوگیری تکاملی به ضرر ما کار می‌کند. |
| آرزو اندیشی Wishful thinking                                            | یعنی شکل‌گیری یک باور و تصمیم‌گیری برپایهٔ مطالبی که خوشایند به نظر می‌رسند ولی به دور از شواهد و منطق و واقعیّات هستند. به بیانی دیگر وقتی که آرزوی درست بودن گزاره‌ای، جایگزین مدارک صحت آن گزاره شود، سوگیری و مغالطهٔ آرزو اندیشی رخ می‌دهد. آرزو اندیشی بیشتر یک «سوگیری شناختی» (اشتباه ادراکی) است تا یک مغالطهٔ منطقی، و می‌تواند باعث شود که شخص به سبب علاقه شخصی‌اش به یک نتیجهٔ مشخص، شواهد و مدارک را به شکل کاملاً غیر معمول و متفاوت بررسی کند. شکل منطقی این سوگیری چنین است: آرزومندم x درست باشد، پس x درست است. |
| اثر شگفتی زنان women-are-wonderful effect                               | تمایل به دادن صفات مثبت و بهتر به زنان نسبت به مردان. به بیان بسیار ساده تصور ناخودآگاه اینکه زنان از مردان درستکارتر هستند. |

## سوگیری‌های اجتماعی
| نام                                                | توضیح |
| -------------------------------------------------- | --- |
| سوگیری بازیگر-تماشاچی actor-observer bias          | دلیل کارهای اشتباه دیگران خود آنها هستند. اما کارهای اشتباه من به خاطر شرایط است. برای مثال اگر شما ببینید (به عنوان تماشاچی) که در خیابان کسی زباله روی زمین می‌اندازد، بلافاصله قضاوت می‌کنید که انسان بی‌ملاحظه‌ای است. اما اگر خودتان (به عنوان بازیگر اعمال‌تان) اشغال روی زمین بیندازید حتماً شرایط شما را مجبور کرده‌است و مثلاً سطل زباله در نزدیکی شما نیست. این سوگیری زیرمجموعهٔ خطای بنیادی برچسب‌زدن است. |
| سوگیری مرجعیت Authority bias                       | تمایل برای در نظر گرفتن صحت بیشتر برای نظر یک شخص مرجع یا مشهور نسبت به سایرین و بیشتر متأثر شدن از آن نظر. یا به عبارت دیگر، تمایل ناخودآگاه به پذیرش یا دادن اعتبار به نظر و رای افراد صاحب قدرت، شهرت و …، حتی وقتی آنها در مواردی نظر می‌دهند که خارج از حوزه دانش آنها است؛ مثلاً حتی وقتی یک سیاستمدار یا یک روحانی نظری علمی می‌دهد، ناخواسته مردم اعتبار زیادی برای درستی نظر او قائل می‌شوند. این سوگیری اساس و زیربنای استدلال‌های غلط نیز می‌شود که در این صورت «مغلطه توسل به مرجع» نامیده می‌شود. |
| خطای بنیادی برچسب‌زدن Fundamental Attribution Error | خطای بنیادی برچسب‌زدن یک نوع سوگیری و گرایش متداول است که افراد در توصیف علل رفتارهای اجتماعی یک نفر، نقش عوامل شخصیتی یا ویژگی‌های پایدار او را مهم‌تر از واکنش او به موقعیت‌ها برآورد می‌کند. علت وجود خطای بنیادی این است که اغلب افراد، به‌عنوان مشاهده‌گر، این واقعیت را نادیده می‌گیرند که هر فرد، بسته به موقعیت پیش رو، نقش‌های اجتماعی متعددی را ایفا می‌کند که دیگری ممکن است تنها شاهد یکی از آنها باشد. بدین‌سان، اهمیت موقعیت‌های اجتماعی در تبیین رفتار یک فرد به‌سادگی نادیده گرفته می‌شود. |
| اثر اجماع کاذب False consensus effect              | تصور اشتباه اینکه دیگران با ما هم‌فکر هستند. مردم به‌طور معمول تصور غلطی از میزان هم رای بودن و همفکر بودن دیگران با خودشان دارند و آن را بیشتر از آنچه واقعاً هست تصور می‌کنند. |
| خطای هاله‌ای Halo Effect                            | این خطا زمانی روی می‌دهد که یک ویژگی مثبت یا خوب در یک شخص، محصول، شرکت و غیره باعث می‌شود سایر ویژگی‌ها تحت تأثیر مثبت قرار گیرند، حتی ویژگی‌هایی که هیچ اطلاع و ارزیابی از آن نداریم. مثال بسیار معمول آن وقتی است که مردم در برخورد با اشخاص زیبا، آنها را باهوش‌تر، نجیب‌تر، مهربان‌تر، تحصیل‌کرده تر و درستکارتر از دیگران می‌بینند. این درحالی است که شخص زیبا صرفاً زیبا است و تنها ارزیابی ما از او فقط زیبایی است و سایر ویژگی‌های او ممکن است کاملاً برخلاف این ویژگی مثبت باشند. سوگیری هاله نتیجه قضاوت سریع و احساسی است. اگر شما رفتار کسی را دوست داشته باشید احتمالاً سلیقه و ظاهر او را هم دوست خواهید داشت. اگر شما سیاستهای رئیس‌جمهور را دوست داشته باشید احتمالاً صدا و ظاهر او را هم دوست خواهید داشت و برعکس. نتایج چند مطالعه نشان داده‌اند که وقتی مردم ظاهر کسی را دوست دارند به او صفات مثبت شخصیتی نیز می‌دهند. حتی یک مطالعه نشان داده‌است که در دادگاه‌ها هیئت منصفه تحت تأثیر ظاهر زیبای افراد قرار گرفته و کمتر تمایل دارد که افراد زیبا را گناهکار تشخیص دهد. تأثیر خطای هاله در موارد زیر بررسی شده‌است: 1. آموزش: پژوهشگران در چندین مطالعه متوجه شدند که معلمان برخورد بهتری با دانش‌آموزانی دارند که نسبت به سایرین ظاهری دوست داشتنی‌تر دارند. یک پژوهش نشان داد در آزمون آنلاین دانش آموزان زیبا نمره کمتری نسبت به آزمون غیرآنلاین در کلاس درس داشتند که نشان دهنده تأثیر ظاهر آنها در نظر و نمره معلم است. 2. محیط کار: اثر هاله می‌تواند در درآمد، جایگاه شغلی و روابط اشخاص در محیط کار تأثیر بگذارد. 3. بازاریابی و فروش: فروشندگان و بنگاه‌های تبلیغاتی از اثر هاله به خوبی استفاده می‌کنند. وقتی یک شخص جذاب و معروف (سلبریتی) یک محصول را تبلیغ می‌کند نگاه مثبت و علاقه ما به آن شخص باعث نگاه مثبت و علاقه ما به محصول نیز خواهد شد. |
| توهم سازمان خارجی Illusion of external agency      | وقتی مردم به غلط تصور می‌کنند که اتفاقات خوب یا بد برای آنها معلول نیروهای خارجی یا تحت تأثیر آنها است. |
| تعصب درون گروهی In-group favoritism                | تمایل به جانبداری و حمایت از اعضای گروه (تیم، سازمان، حزب، جامعه، نژاد، کشور) که شخص به آن تعلق دارد نسبت به سایرین. این سوگیری باعث قضاوت نادرست خواهد شد. به عبارت دیگر تعصب و حمایت نسبت به اعضاء، ویژگی‌ها، نتایج و محصولات گروهی که به آن تعلق داریم در برابر سایر گروه‌ها. مطالعات نشان می‌دهد که کودک انسان با تعصب درون گروهی متولد می‌شود. کودکان از همان ابتدا تمایل به دوستی با آنهایی که به خودشان شبیه هستند و بیزاری نسبت به آنهایی که متفاوت هستند نشان می‌دهند علاوه بر این کودکان ترجیح می‌دهند به آنهایی که شبیه‌شان نیستند آزار برسد. این سوگیری از جمله دلایل دشمنی و جنگ بین گروه‌ها Group Conflict است. تخمین زده می‌شود که از سال ۱۸۲۰ تا سال ۱۹۴۵ دست کم ۵۹ میلیون نفر به دلیل جنگ و درگیری بین گروه‌های مختلف کشته شده باشند. در جریان نسل‌کشی سال ۱۹۹۴ در کشور روآندا افراد قوم «هوتو» ۸۰۰ هزار مرد، زن و کودک از قوم «توتسی» و آنهایی که «هوتو» بودند اما به شکلی با توتسی‌ها ارتباط داشتند را کشتند. |
| فرضیهٔ جهان عادل Just-world hypothesis              | فرضیه جهان عادل یا «توهم عدل در جهان» نوعی سوگیری شناختی و تمایلی ذهنی است که باعث می‌شود تصور کنیم، رویدادهای خوب و بدی که دیگران در زندگی روزمره با آن مواجه می‌شوند نتیجه اعمال نیک یا بد آنها است. به بیانی دیگر اعمال یک شخص سرانجام پیامدهایی عادلانه برای آن شخص در پی خواهد داشت و «نیروهای کیهانی» عدالت را در جهان برقرار می‌کنند. این «خطا و سوگیری» در بین مردم در سراسر جهان رایج است و در آثار نویسندگان و شاعران نیز بسیار دیده می‌شود. جمله آشنا در فرهنگ ما این است: «حقشه»، «حتماً یه کاری کرده که به این روز افتاده» و … از جمله دلایل روانی و تکاملی شکل‌گیری این فرضیه، منفعت آن برای شخصی است که چنین جهان‌بینی را پذیرفته‌است. چراکه نهایتاً باعث سلب مسئولیت و دوری از رنج او می‌شود. به این ترتیب افراد زمانیکه شاهد بیماری، فقر، ستم، قحطی، گرسنگی، استعمار یا تجاوز به دیگران هستند به جای کمک، و پذیرش مسئولیت یا دلسوزی و مضطرب شدن، با سرزنش کردن دیگران آنها را سزاور چنین مصیبت‌هایی می‌دانند و در نتیجه از ناراحتی و احساس گناه شخصی خود کاسته و از خود نیز سلب مسئولیت می‌کنند. |
| شانس اخلاقی Moral luck                             | قضاوت اخلاقی یا غیراخلاقی بودن یک رویداد بر اساس نتایج آن. |
| خطای تأیید خود Self-serving Bias                   | ناخودآگاه موفقیت‌ها را به خود نسبت دادن و شکست‌ها را به نیروهای بیرونی نسبت دادن. این سوگیری عبارت است از گرایش برای سرزنش کردن نیروهای بیرونی، زمانی که نتایج بدی می‌گیرید و اعتبار دادن به خود، زمانی که نتایج خوبی می‌گیرید. به عبارت دیگر هر نوع انحراف در فرایند تفکر و استنتاج که به دلیل نیاز به حفظ اعتبار و عزت نفس روی دهد. این سوگیری باعث می‌شود اشخاص از پذیرش اثر و اعتبار منفی کارهای خود سرباز زده تا همچنان تصویری مثبت از خود به دیگران و خودشان نشان دهند. برای مثال دانش‌آموزان عموماً دلیل نمره خوب در یک امتحان را به هوش، پشتکار و مطالعه خود نسبت می‌دهند و چنانچه در امتحانی موفق نباشند دلیل آن را آموزش نادرست معلم، امتحان غیرمنصفانه دانسته و به عواملی به غیر از خود نسبت می‌دهند. در مسابقات ورزشی نیز شاهد این سوگیری هستیم وقتی که ورزشکاران یا تیمهای ورزشی دلایل شکست خود را به عوامل خارجی مثل داوری ناعادلانه نسبت می‌دهند. در داستان «روباه و انگور» نوشته ازوپ در حدود ۶۰۰ قبل از میلاد نیز می‌توان این سوگیری را دید. «روباهی گرسنه به تاکستانی می‌رسد که انگورهای آن در ارتفاعی بالا آویزان هستند. با وجود اینکه روباه تلاش زیادی می‌کند و با تمام توان به بالا می‌پرد دستش به انگورها نمی‌رسد. سرانجام درحالی‌که با ناامیدی به راهش ادمه می‌دهد با خود می‌گوید: این انگورها نرسیده و ترش هستند و من هم انگور ترش دوست ندارم.» |

## خطاها و سوگیری‌های حافظه
| نام                                           | توضیح |
| --------------------------------------------- | --- |
| اثر میان-نژادی Cross-race effect              | تشخیص راحت‌تر چهرهٔ افراد نژاد خود. معمولاً مردم یک نژاد برای تشخیص افرادی از نژاد دیگر دچار مشکل می‌شوند. مثل اینکه تصور می‌کنند همه ژاپنی‌ها شبیه به هم هستند |
| نواِنگاریِ خاطره Cryptomnesia                   | نوعی اختلال ناخودآگاه و معمول در حافظه در هنگام به یادآوری است، وقتی که فرد فراموش می‌کند که چیزی را از جایی شنیده، خوانده یا دیده‌است و در عوض خیال می‌کند که اولین بار به ذهن خودش رسیده‌است. بخشی از سرقت‌های علمی و ادبی ممکن است محصول این پدیده ناخواسته باشند. |
| سوگیری حمایت از انتخاب Choice-supportive bias | شخص تصمیم‌گیرنده فقط به صرف این که تصمیمی گرفته، بر آن پافشاری و تأکید می‌کند |
| سوگیری خودمحور Egocentric bias                | گرایش به ارزش‌گذاری بیش از اندازه بر رفتارها، تفکرات، برداشت‌ها، خاطرات و اعتقادات شخصی خود در برابر واقعیت. دلیل وجود این خطا نیاز روانی هر شخص برای حفظ عزت نفس یا اعتبار و قدر خود در نزد خود است. این سوگیری با «خطای تأیید خود» شباهت دارد و گاهی به جای یکدیگر استفاده می‌شوند. برای مثال ممکن است شخصی نمرات دوران دانش‌آموزی خود را بهتر از آنچه واقعاً بوده به یاد آورد. یا اندازه قد خود را کمی بیشتر از آنچه واقعاً هست در نظر بگیرد. یا شخص در یک کار تیمی نقش خود را بیش از آنچه واقعاً هست مهم و تأثیر گذار ببینید درحالی‌که از نگاه ناظری بی‌طرف نقش کم‌رنگ‌تری از آنچه تصور می‌کند دارد. معمولاً چنانچه در یک کار گروهی از افراد گروه بخواهید درصد مشارکت خود را بیان کنند جمع عددی آنچه آنها اظهار می‌کنند بیش از ۱۰۰ خواهد شد! این نشان می‌دهد که اشخاص درصد مشارکت خود را در کار بیش از آنچه بوده درنظر گرفته‌اند. |
| اثر گوگل Google effect (digital amnesia)      | اثر گوگل که فراموشی دیجیتال نیز نامیده می‌شود، تمایل به فراموش کردن اطلاعاتی است که به راحتی از طریق استفاده از موتورهای جستجوی اینترنتی مانند گوگل در دسترس است. |
| محو خاطرات بد Fading affect bias              | خاطرات و اطلاعات مربوط به احساسات بد و منفی، زودتر از خاطرات و اطلاعات مربوط به احساسات خوب و مثبت فراموش می‌شوند. یکی از دلایلی که اشخاص در نگاه به وقایع و روزگار گذشته آن را مثبت‌تر از آنچه واقعاً بوده می‌بینند همین اثر است. |
| خاطرهٔ نادرست یا اشتباه False memory           | به موردی گفته می‌شود که در آن یک فرد، رویدادی را متفاوت از آنچه رخ داده به یاد می‌آورد یا در بدترین حالت رویداد یا خاطره‌ای را به یاد می‌آورد که اصلاً رخ نداده‌است. برای چنین شخصی ممکن است این خاطره کاملاً روشن باشد و بسیار در مورد آن مطمئن باشد. برای همین بسیار مشکل می‌توان شخصی را متقاعد کرد که خاطره‌اش اشتباه است. در یک عبارت می‌توان گفت: «وقتی تخیل در جای واقعیت می‌نشیند» بنابر گفته خانم «الیزابت لافتس» دانشمند و متخصص برجسته در زمینهٔ «حافظه انسان» در تحقیقی که در ایالات متحده در مورد سیصد زندانی که به مدت ده‌ها سال در زندان بودند انجام گرفت و آزمایش «دی‌ان‌ای» ثابت کرد که در واقع بیگناه هستند، دلیل گناهکار شناخته شدن سه چهارم آنها «خاطره نادرست» بود، خاطرهٔ نادرست یک شاهد عینی! خاطره اشتباه یا حافظهٔ کاذب می‌تواند سبب شود که شخص کسی را به یاد بیاورد که اصلاً ندیده‌است. |
| گذشته‌نگری نادرست Hindsight bias               | پیش‌بینی درست وقایع بعد از روی دادن آنها. به بیانی ساده می‌توان گفت که پس از هر رویداد اشخاص به نادرستی تصور می‌کنند که با توجه به شواهد و مدارک، این رویداد قابل پیش‌بینی بوده‌است. جمله آشنا در این موارد این است: از اول معلوم بود که اینطور خواهد شد. معمولاً افراد در بررسی رویدادهای گذشته به اشتباه تصور می‌کنند که آن رویدادها قابل پیش‌بینی بوده‌اند. پس از یک رویداد، مردم اغلب بر این باورند که برای آنها آن رویداد و نتایجش قابل پیش‌بینی بوده یا حتی آن را می‌دانستند. این خطا باعث اخلال در به یادآوری خاطرات گذشته شده و ممکن است سبب اثر بیش‌اعتمادی (در پیش‌بینی آینده) شود. برای مثال تاریخ‌نگاران، مفسران و علاقمندان رویدادهای ورزشی، سیاسی و اقتصادی معمولاً در بررسی رویدادها به گونه‌ای سخن می‌گویند که گویی نتیجه یک جنگ تاریخی، مسابقه ورزشی، انتخابات و غیره کاملاً قابل پیش‌بینی بوده و حتی مشخص بوده‌است. سخنانی از این دست که نتیجه فلان مسابقه فوتبال یا نتیجه انتخابات یا سقوط بازار سهام از قبل کاملاً مشخص بود در بین مردم بسیار رایج است. یک محدودیت کلی ذهن انسان ناتوانی آن در بازسازی و به یادآوری وضعیت گذشته و باورهایی است که تغییر کرده‌اند. هنگامی که (در گذر زمان با کسب تجربه و دانش) دیدگاه جدیدی از جهان (یا هر بخشی از آن) به دست می‌آورید، بلافاصله توانایی خود را برای یادآوری آنچه درگذشته و قبل از تغییر ذهن خود به آن باور داشتید، از دست می دهید. دو خطای ادراکی «گذشته نگری نادرست» و «نتیجه نگری» گاهی باعث می‌شوند که افرادی مورد سرزنش یا تشویق قرار گیرند که سزاوار یا مستحق نیستند. شخصی را تصور کنید که دست به ریسکی بزرگ، پرخطر و غیرمسئولانه می‌زند و به‌طور اتفاقی موفق می‌شود. پس از این موفقیت دیگران او را به خاطر استعداد و آینده‌نگریش تشویق و تمجید می‌کنند و همزمان کسانی را که او را از چنین ریسکی برحذر می‌داشتند ضعیف، ترسو و احتمالاً کم هوش قلمداد می‌کنند. |
| منفی‌نگری Negativity bias                      | ذهن انسان توجه، وقت و اعتبار بیشتری برای اخبار، احساسات، خاطرات، رفتارها و افکار منفی نسبت به مثبت قائل می‌شود. منفی‌نگری احتمالاً ریشه تکاملی دارد چرا که برای اجداد ما کم توجهی به اخبار منفی و تهدیدآمیز نتایج مرگباری داشت در حالی که نادیده گرفتن اخبار مثبت نهایتاً باعث از دست دادن فرصت می‌شد. امروزه در دنیای مدرن منفی نگری نتایج بدی خواهد داشت و باعث صدمه به روابط دوستی، زناشویی، اجتماعی و غیره شده و ممکن است باعث بروز رفتار نامناسب یا گرفتن تصمیم‌های نادرست در شخص منفی‌نگر شود. ما ممکن است ساعت‌ها و روزها گرفتار و درگیر یک رفتار نامناسب، توهین یا یک خطای کوچک باشیم درحالی‌که همزمان به بسیاری از جنبه‌های مثبت بی‌توجه هستیم. |
| توهم کانون توجه بودن Spotlight effect         | تصور مردم از توجه دیگران به آنها بیش از آن مقداری است که دیگران واقعاً به آنها توجه می‌کنند. به این گرایش و تصور ناخودآگاه «توهم کانون توجه بودن» گفته می‌شود. این اشتباه ادراکی (سوگیری ذهن) که ریشه در خودشیفتگی انسان دارد به این دلیل روی می‌دهد که اشخاص ناخواسته فراموش می‌کنند که هرچند آنها از نگاه خودشان در مرکز جهان هستند اما از نگاه دیگری در مرکز جهان نیستند. دیگران نیز خودشان را در مرکز جهان می‌بیند. |
| تلقین‌پذیری - اثر تلقین Suggestibility         | تلقین پذیری یعنی اینکه تا چه اندازه مستعد و آماده برای تغییر در رفتار، نظر یا خاطرات خود بر اساس خواسته‌ها و گفته‌های دیگران هستیم. اشخاص مستعد، به راحتی نظرات دیگران را پذیرفته و آن را نظر خود می‌پندارند. تلقین می‌تواند بر تصمیمات ما اثر سوء داشته باشد. حتی ممکن است خاطرات ما را نیز مخدوش کند. برای مثال ممکن است شما یک تجربه و خاطرهٔ خوب از یک دندانپزشک داشته باشد. چنانچه دیگران از تجربیات وحشتناک خود از آن دندانپزشک با شما صحبت کند اثر تلقین باعث می‌شود تا شما ناخواسته در خاطرات خود تغییراتی بدهید. تأثیرات مخرب تلقین می‌تواند بسیار بیش از این باشد. شاهدانی که قرار است به دادگاه احضار شوند، ممکن است در جریان بازپرسی و گفتگو با پلیس یا وکیل تحت تأثیر سخنان آنها قرار گرفته و تغییرات زیادی در شهادت خود بدهند. این پدیده بسیار دیده و ثبت شده‌است. به‌ویژه کودکان در مقایسه با بزرگسالان به راحتی اظهارات، و خاطرات خود را تغییر می‌دهند. کودکان بسیار آماده برای پذیرش اطلاعات جدید و جایگزین کردن آنها با اطلاعات قبلی هستند. بارها دیده شده که وقتی کودکان در مدرسه شاهد یک دعوا هستند اگر پس از دعوا به آنها گفته شد که نزاع چندان هم جدی نبوده، آنها به راحتی این ادعا را می‌پذیرند و در صورتی که دربارهٔ جدیت نزاع از آنها پرسش شود پاسخ خواهند داد که چندان جدی نبوده‌است. |